# La Plaine Saint-Denis

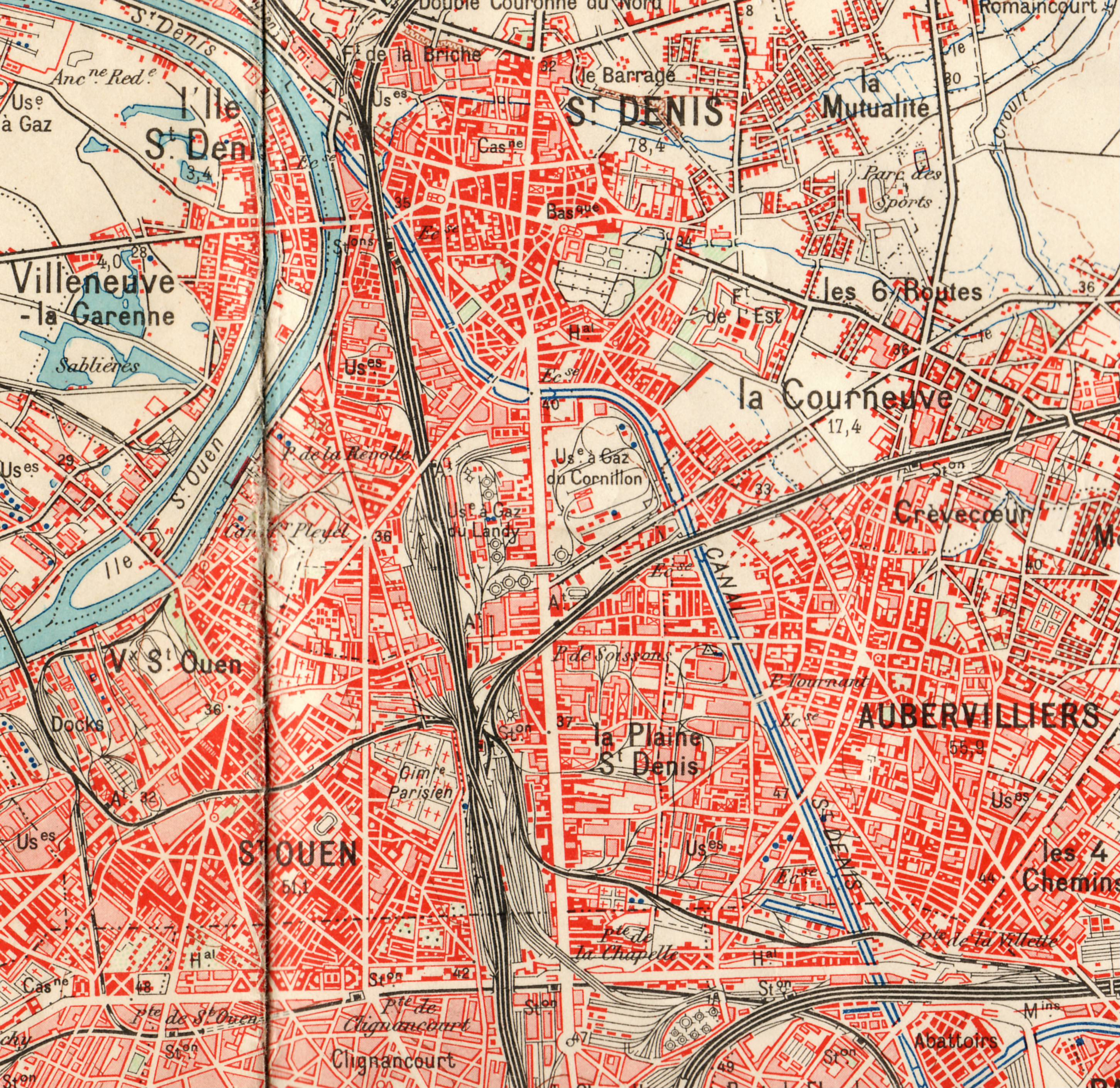
Carte de la Plaine Saint-Denis, datée de 1936.

La Plaine Saint-Denis est un quartier de la Seine-Saint-Denis partagé entre trois communes : Saint-Denis, Aubervilliers, et Saint-Ouen-sur-Seine.
Cet ensemble géographique recouvre deux entités qu'il convient de distinguer : 
- historiquement, sa définition s'appuie sur la géographie physique, la Plaine Saint-Denis constituant la partie sud du Pays de France, région naturelle essentiellement constituée d'une plaine limoneuse.
- de nos jours, sa définition actuelle en fait un ensemble géographiquement plus restreint mais ayant pour trait commun la forte présence industrielle du début du XXe siècle. Celle-ci s'étant réduite par la suite, les élus locaux ont engagé dans les années 1980 un plan pour redynamiser le quartier, ce qui y a amené le stade de France ainsi que des studios de télévision (à partir du succès du Club Dorothée), puis des entreprises quittant Paris, faisant de la Plaine le deuxième pôle tertiaire de la région après la Défense.

## Localisation
La Plaine Saint-Denis s'étend au nord de Paris, dans la partie la plus méridionale du Pays de France, entre l'ancienne vallée du Croult et les hauteurs de Montmartre et de Belleville.
Au sens administratif contemporain, on admet que la Plaine s'étend des limites de Paris à l'espace situé au sud du canal Saint-Denis : de nos jours, cette entité correspond davantage à un « supra quartier » de Saint-Denis, dont les limites ne sont pas figées, néanmoins l'acceptation générale est que cet ensemble s'étend :
- au sud jusqu'à Paris (portes de la Chapelle et d'Aubervilliers) ;
- au nord jusqu'au canal et au boulevard Anatole-France, qui la sépare du centre historique de Saint-Denis (Porte de Paris) et du quartier de la Confluence ;
- à l'ouest par la ligne de Paris-Nord à Lille et ses vastes emprises ferroviaires ;
- à l'est, par le canal Saint-Denis à nouveau, incluant une petite partie d'Aubervilliers.

|                      | Saint-Denis           |               |
| Saint-Ouen-sur-Seine | La Plaine Saint-Denis | Aubervilliers |
|                      | Paris 18e             |               |

De par cette emprise vaste, de l'ordre de 4,5 km2 (aussi étendue que la commune voisine de Saint-Ouen-sur-Seine), La Plaine est ensemble plus complexe qu'un simple quartier de Saint-Denis puisqu'elle représente près d'un tiers de la superficie de cette commune, qu'elle inclut une partie d'Aubervilliers (selon ses limites couramment admises), que cet ensemble est lui-même divisé en plusieurs quartiers, et que son histoire l'a conduit à être un espace considéré comme n'étant ni à Saint-Denis, ni à Paris (bien que la capitale y eut des emprises foncières importantes) mais constituant une entité propre : en 1871, les habitants de la Plaine Saint-Denis demandèrent la création d’une nouvelle commune se considérant trop éloignés du centre de Saint-Denis. De nos jours, cette différence est encore marquée, ce quartier ayant son propre code postal (93210 La Plaine Saint-Denis) ou bien par le zonage du réseau de transport francilien, les stations de La Plaine étant considérées en zone 2, au contraire du reste de Saint-Denis en zone 3.

## Histoire

### Avant l'industrialisation
Au Moyen Âge, la Plaine Saint-Denis est un espace agricole — parfois dénommé « Champ du Lendit » — parsemé de forêts et d'espaces cultivés bordés de marécages. Cette plaine a une vocation maraîchère, destinée à l'alimentation des villes voisines, et tout particulièrement de Paris. Jusqu'en 1876, la « Plaine des Vertus » à Aubervilliers était la plus vaste plaine légumière de France. On y trouve quelques petits hameaux situés près des sources et des oratoires ; certains portent les noms bien connus de Montjoie, de La Chapelle, Clignancourt ou Aubervilliers.
Le 10 novembre 1567, eut lieu la bataille de la Chapelle-Saint-Denis (à proximité de la basilique), entre Catholiques et Protestants. Cette bataille dans le cadre d'une guerre de religion fut causée par la tentative d'enlèvement du Roi Charles IX.

### La transformation en zone industrielle
À partir de 1820, cet espace commence à s'urbaniser d'industries, souvent nuisibles, qui ne trouvent plus leur place à Paris. « Conçu comme une annexe de la capitale, il se couvre d'usines en quelques dizaines d'années au point de devenir, un siècle plus tard, le premier ensemble industriel du pays, tout en conservant, ici ou là, la trace du parcellaire rural ». L'accessibilité de cet espace est favorisé par la mise en service du canal Saint-Denis en 1821 et du chemin de fer industriel en 1884. En 1860, l'ancienne commune de La Chapelle est en grande partie annexée par Paris et le surplus réparti entre Saint-Denis et Aubervilliers. Au début du XIXe siècle, il est pratiquement inhabité, si ce n'est les villages qui viennent d'être mentionnés et Saint-Denis.
La société des pianos Pleyel s'implante rapidement à l'emplacement qui prendra le nom de carrefour Pleyel, et l'orfèvrerie Christofle s'établit aux abords du canal en 1830. À compter des années 1850, la Plaine devient une importante zone destinée à la grande industrie, notamment dans les secteurs de la chimie, de la métallurgie et de l'énergie. Aujourd'hui réhabilitée en lieu d'accueil événementiel au 379 avenue du Président-Wilson, l'Usine, la Plaine abrite la Pharmacie centrale de France dont les locaux sont construits pour la Maison de droguerie Menier par l'architecte Jules Saulnier entre 1862 et 1864. Menier s'associe avec François Dorvault, qui se concentre sur les activités pharmaceutiques à Saint-Denis, alors que Menier se consacre à sa chocolaterie de Noisiel. À la fois droguerie et laboratoire de fabrication de médicaments composés que les pharmaciens ne peuvent préparer eux-mêmes, la PCF édite un catalogue avec large choix d'équipements.
L'usine à gaz du Landy s'installe en 1890 et celle du Cornillon en 1914. des centaines d'entreprises ouvrent leurs ateliers dans la Plaine entre 1875 et 1914. La Plaine, qui rassemble plus de 10 000 habitants sur la partie dionysienne, représente à cette époque la deuxième zone industrielle d'Europe après celle de la Ruhr en Allemagne[Information douteuse]. La population croit jusqu'aux alentours de 1950, où elle atteint 30 000 habitants, alors même que les premiers ateliers commencent à fermer leurs portes.
La partie ouest de la Plaine subit d'importantes destructions à la fin de la Seconde Guerre mondiale, notamment lors du Bombardement du 21 avril 1944 durant lequel 2 000 bombes furent larguées sur le nord de Paris et la Plaine, faisant 641 morts, dont une centaine sur un terrain vague impasse Marteau, plus 377 blessés. La gare de La Chapelle-Saint-Denis et le cimetière parisien de Saint-Ouen sont  lourdement atteints, et le dépôt de La Plaine est pratiquement détruit.
De nombreux immeubles avenue du Président-Wilson, rue du Landy et rue du Bailly sont détruits.
Après la Seconde Guerre mondiale, la plaine devient la plus vaste friche industrielle d’Europe. Ce territoire de 780 hectares fut urbanisé au XIXe siècle à la suite des implantations d'usines et d'industries (chimiques, textiles, métallurgiques, électrique) qui s'y sont installés pour des raisons de connexion utiles à l'import export de marchandises acheminé par les réseaux ferrés (Chemin de fer industriel) les canaux, la Seine et enfin, les axes routiers (l'A86 par exemple).

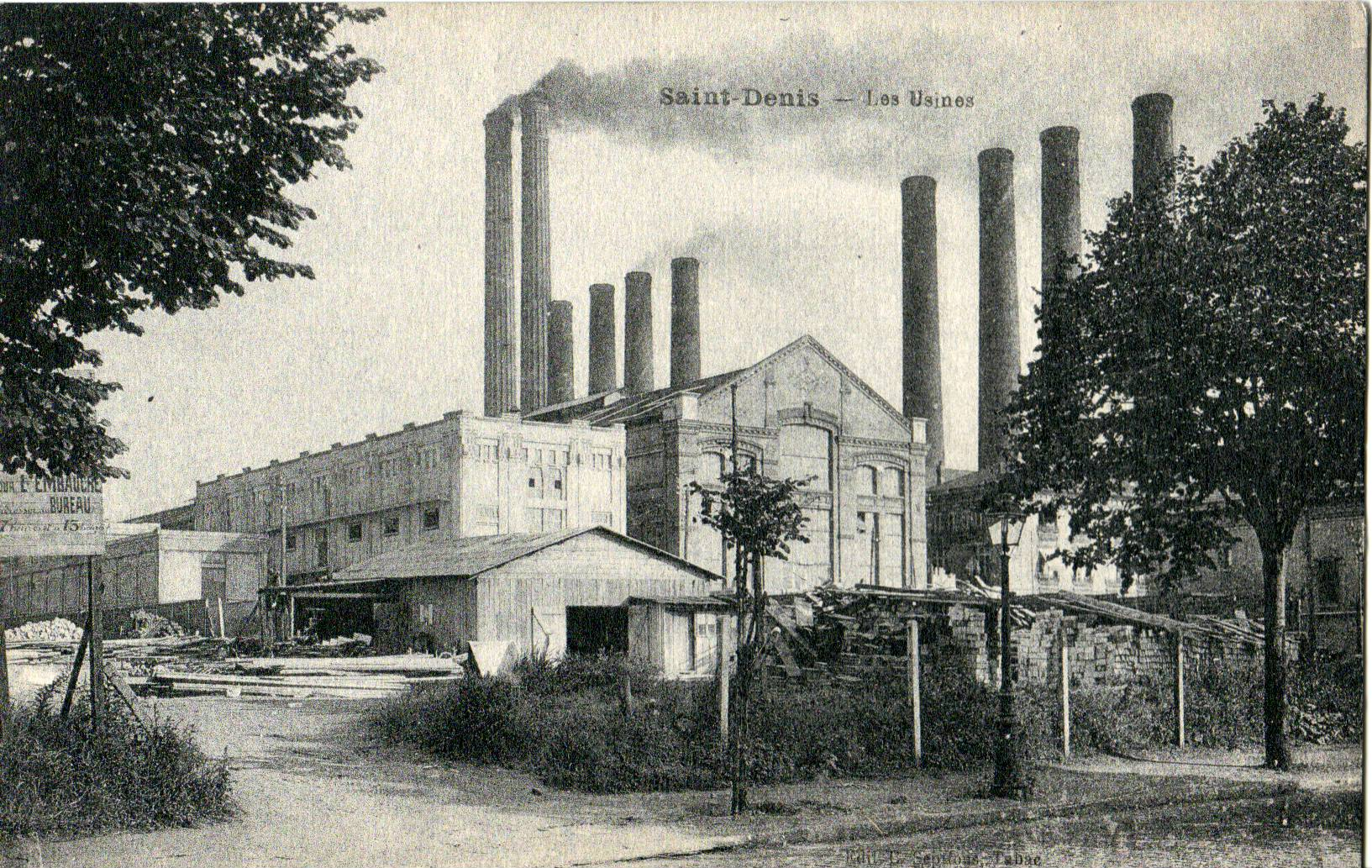
Usine d'électricité de Saint-Denis, entre le Carrefour Pleyel et la Seine.
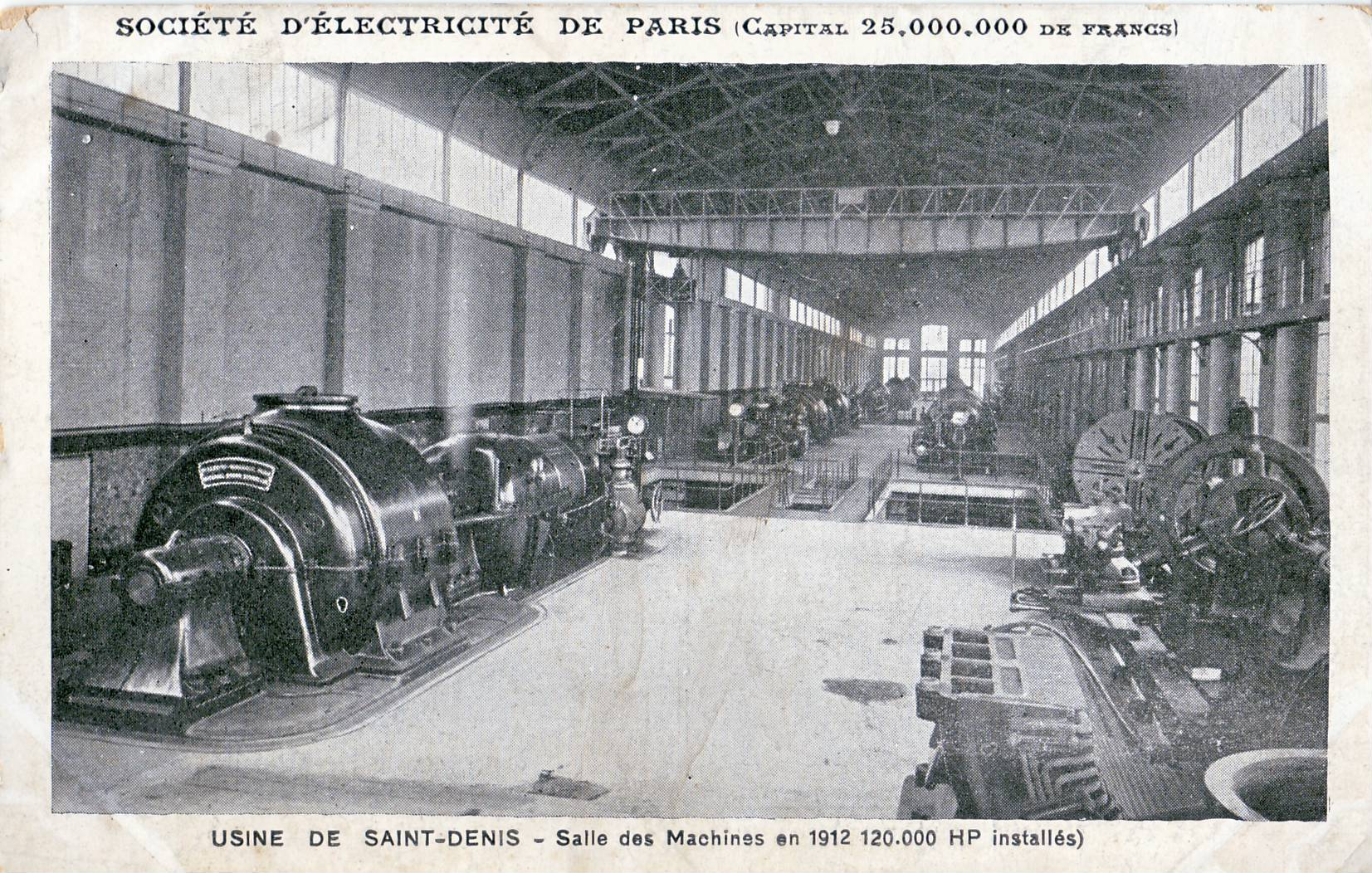
L'usine de la Compagnie d'électricité de Paris en 1912
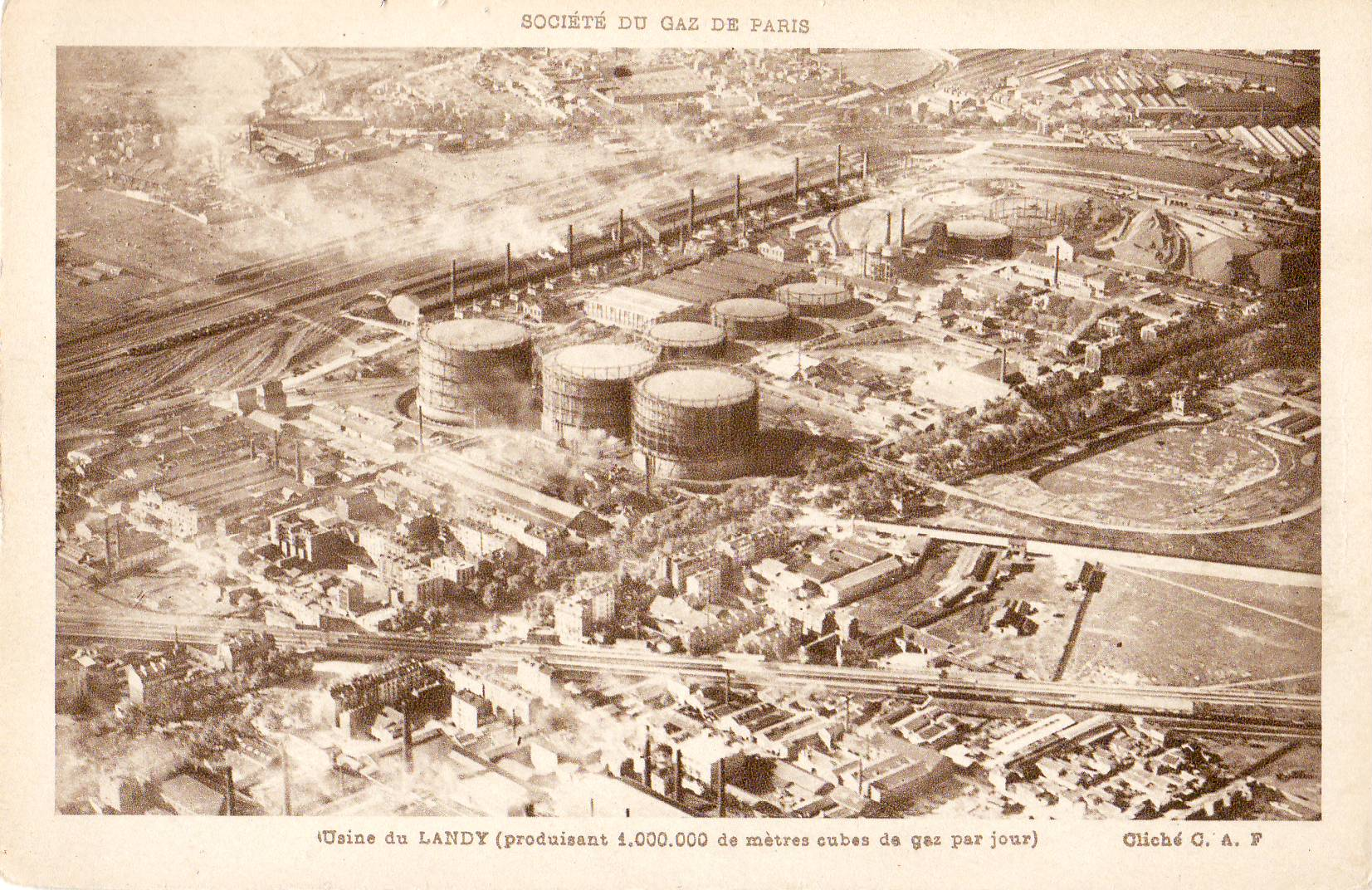
L'usine du Gaz de Paris, dans le quartier du Cornillon. Le Stade de France a été construit sur cet ancien site industriel.
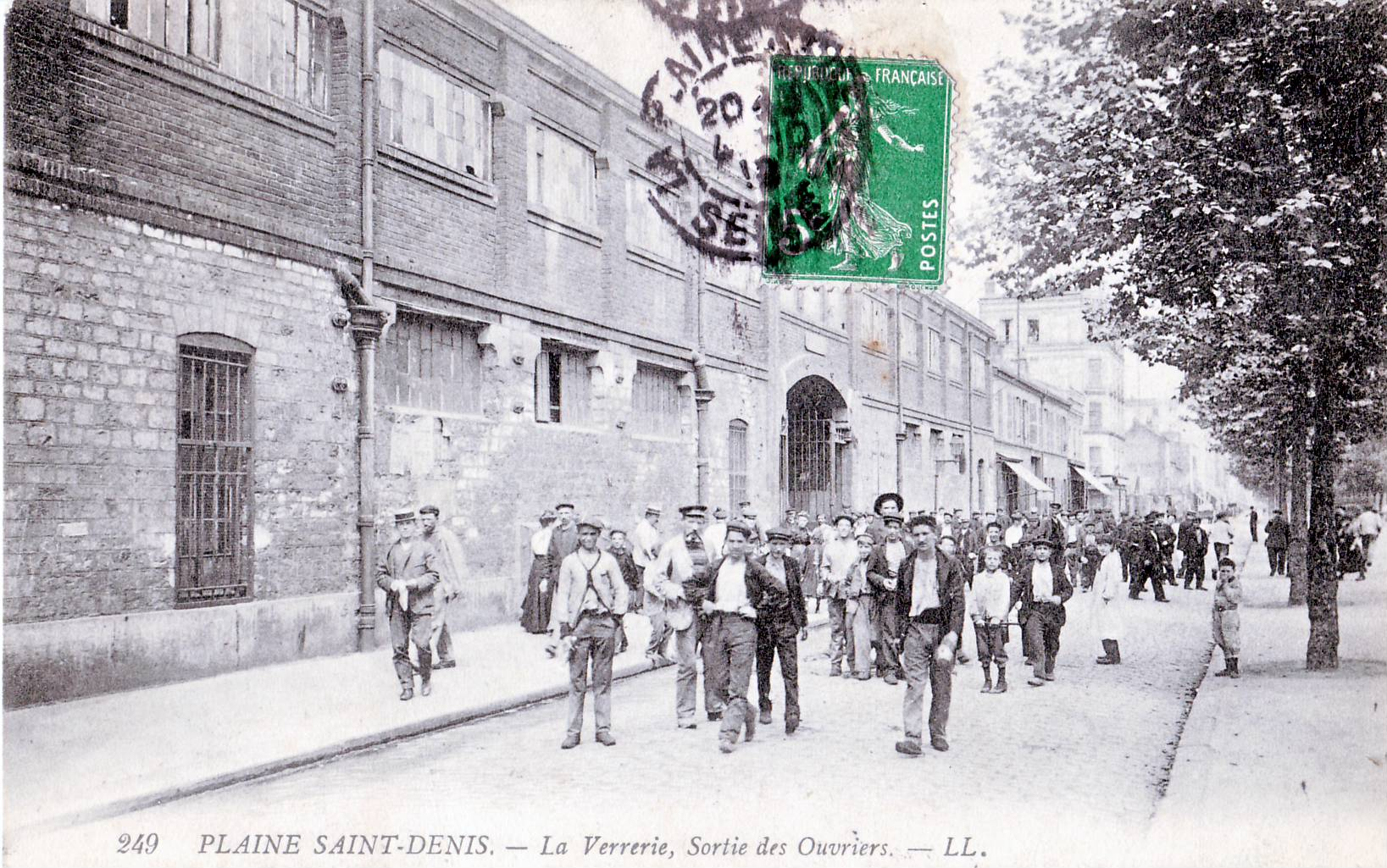
La sortie des ouvriers de la Verrerie Legras
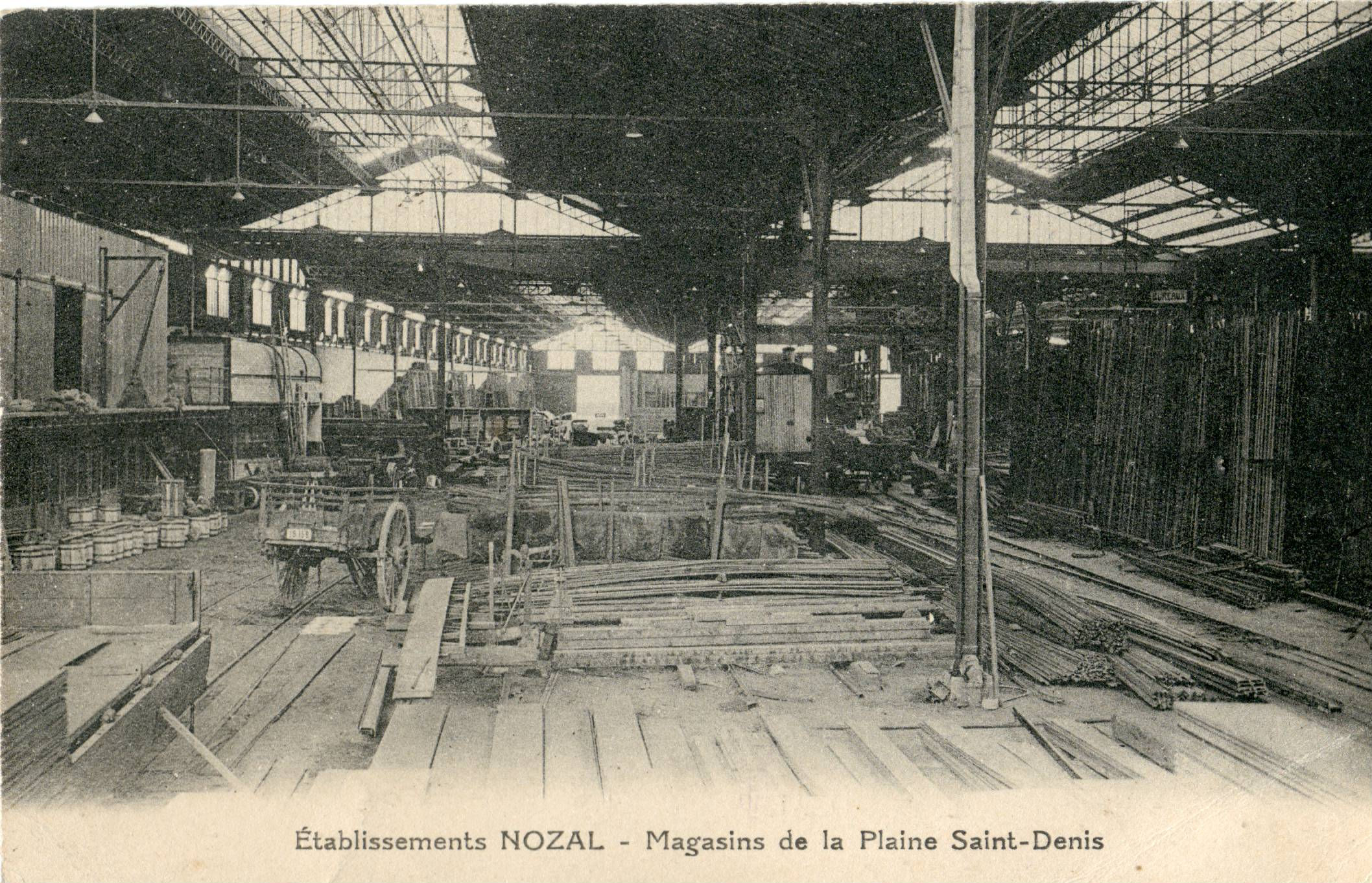
Le dépôt de l'entreprise de négoce de métallurgie Nozal.
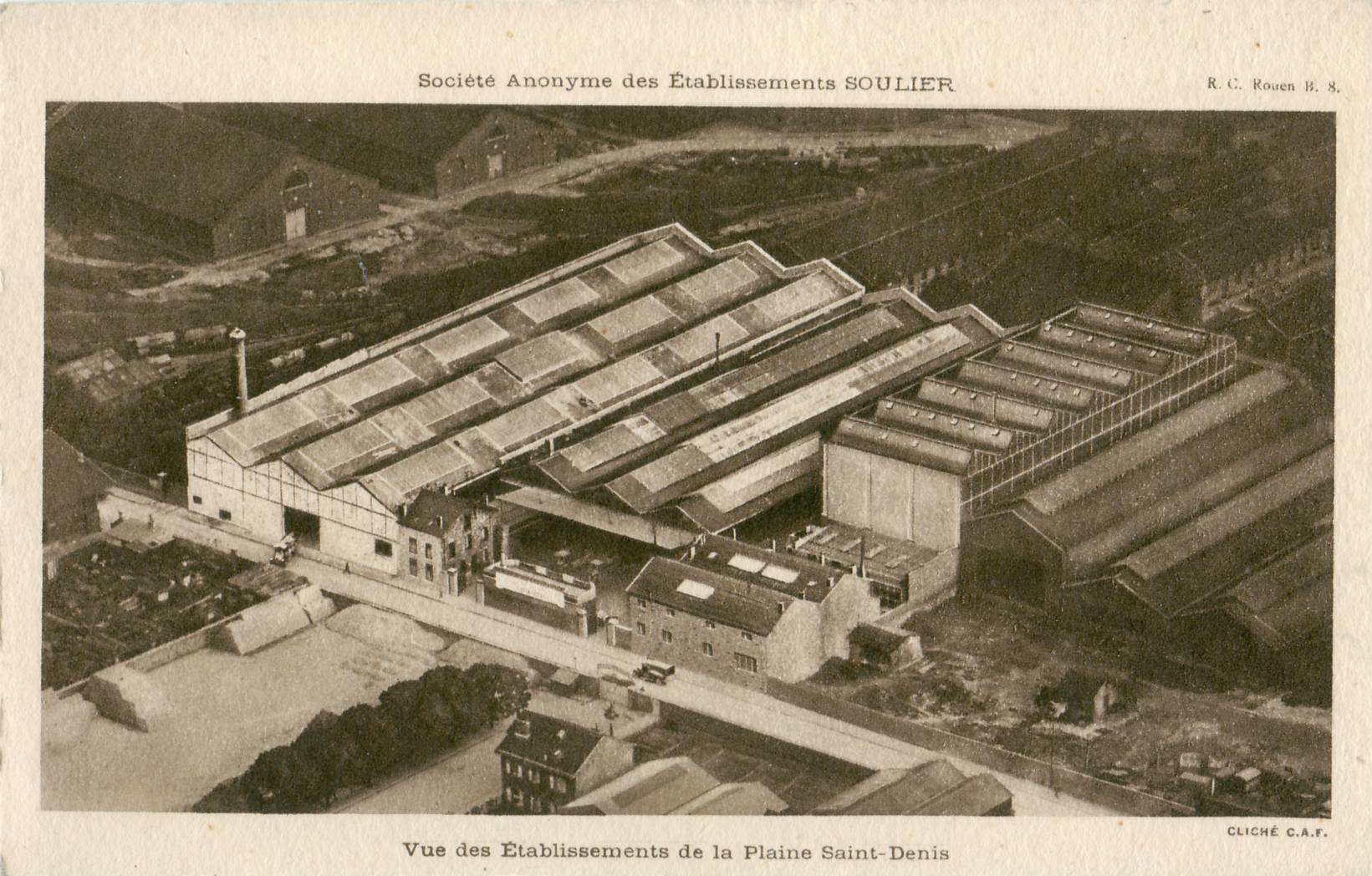
Photo aérienne des établissements Soulier.
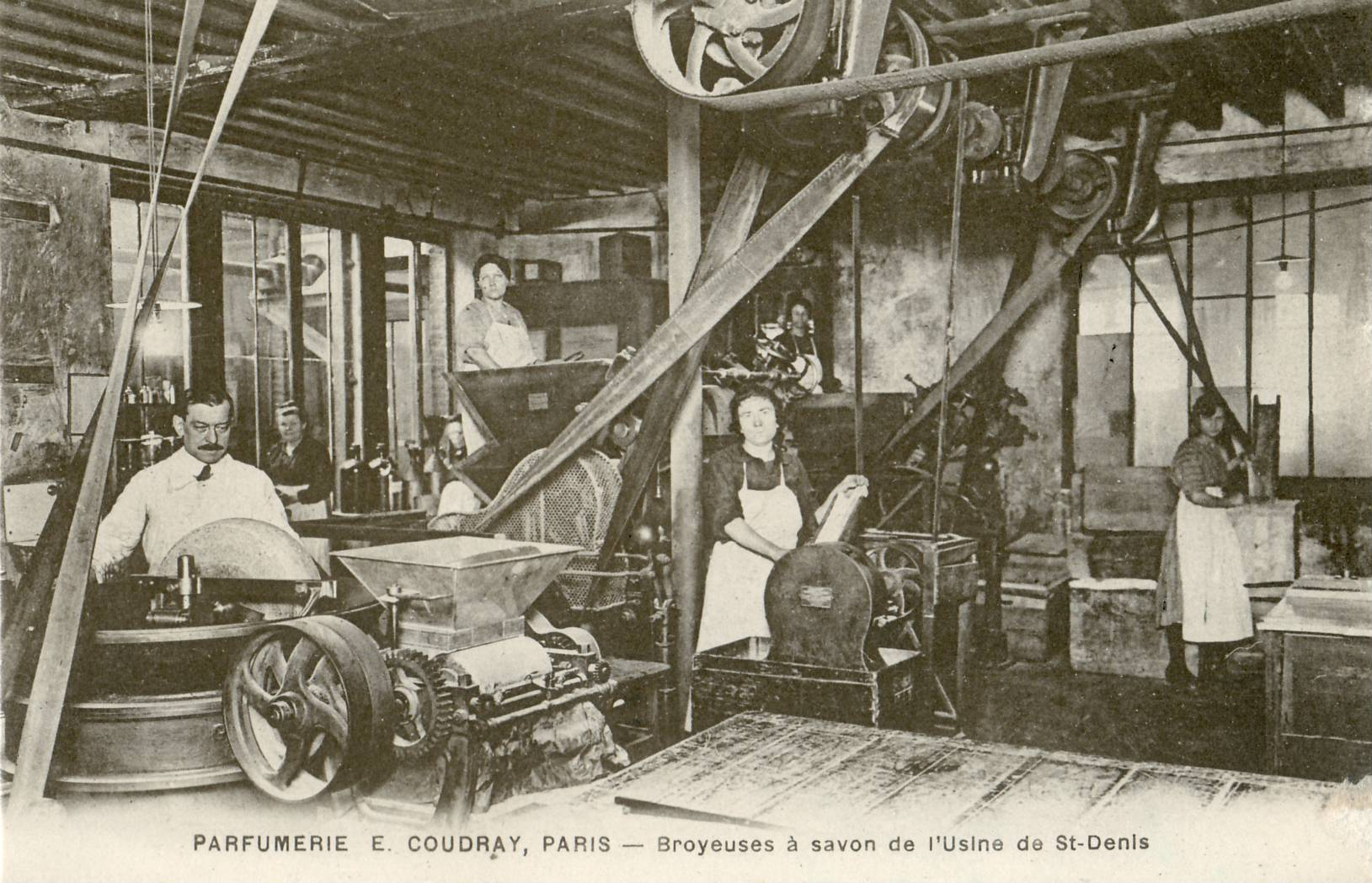
Savonnerie Coudray.
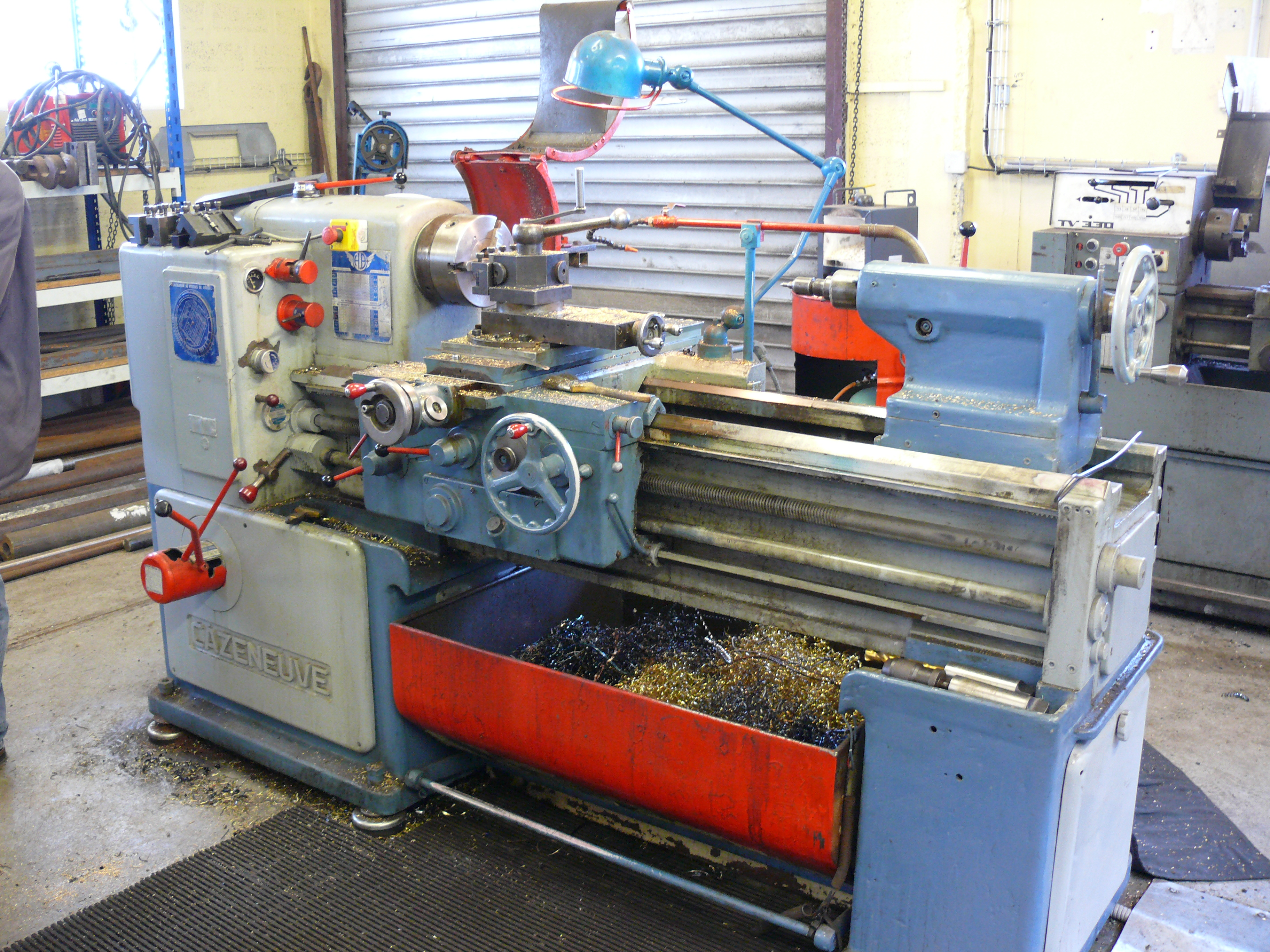
Tour fabriqué par Cazeneuve, avenue du Président Wilson à Saint-Denis
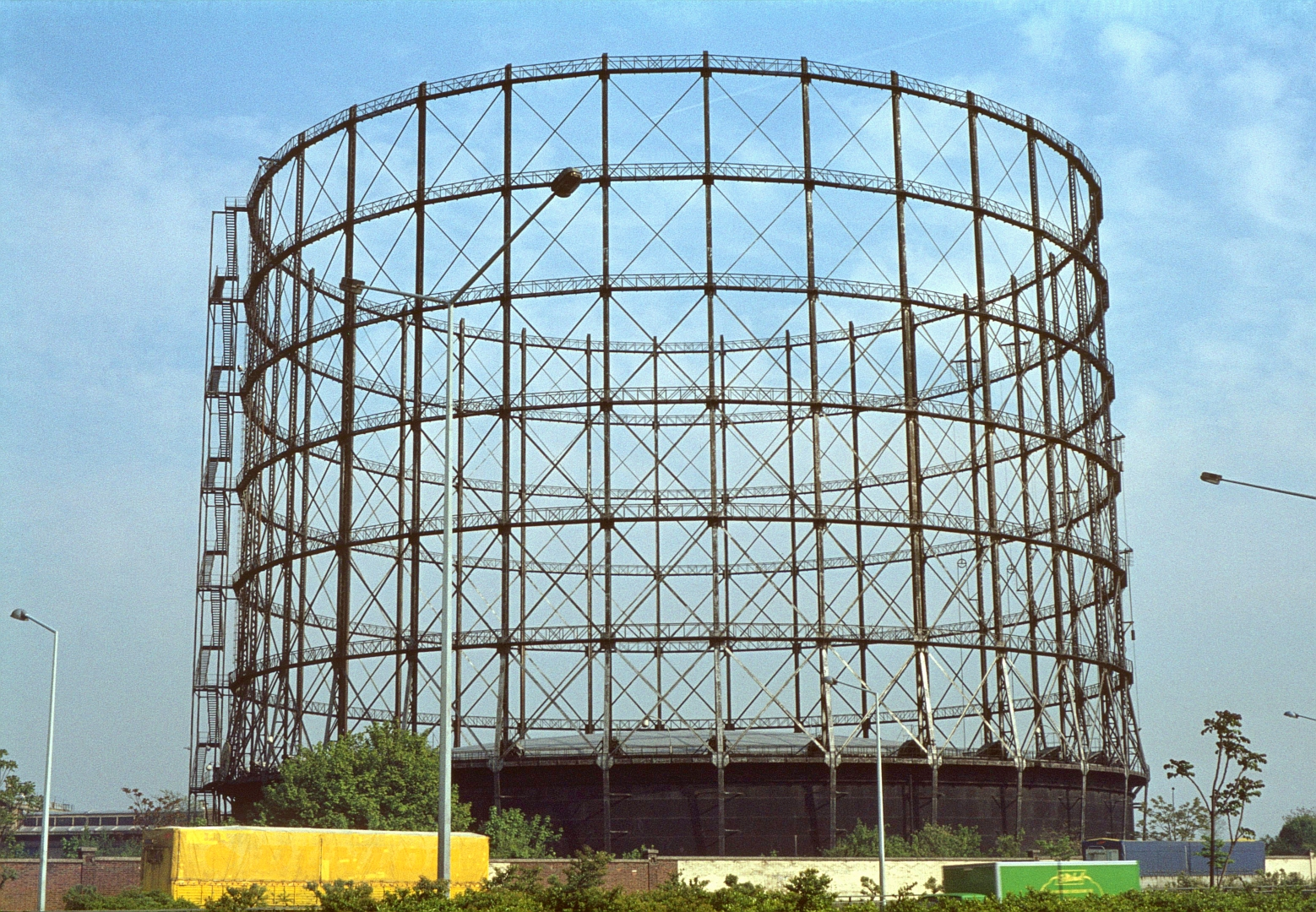
Le gazomètre No 9 de La Plaine-Saint-Denis en juin 1981, peu de temps avant sa démolition.
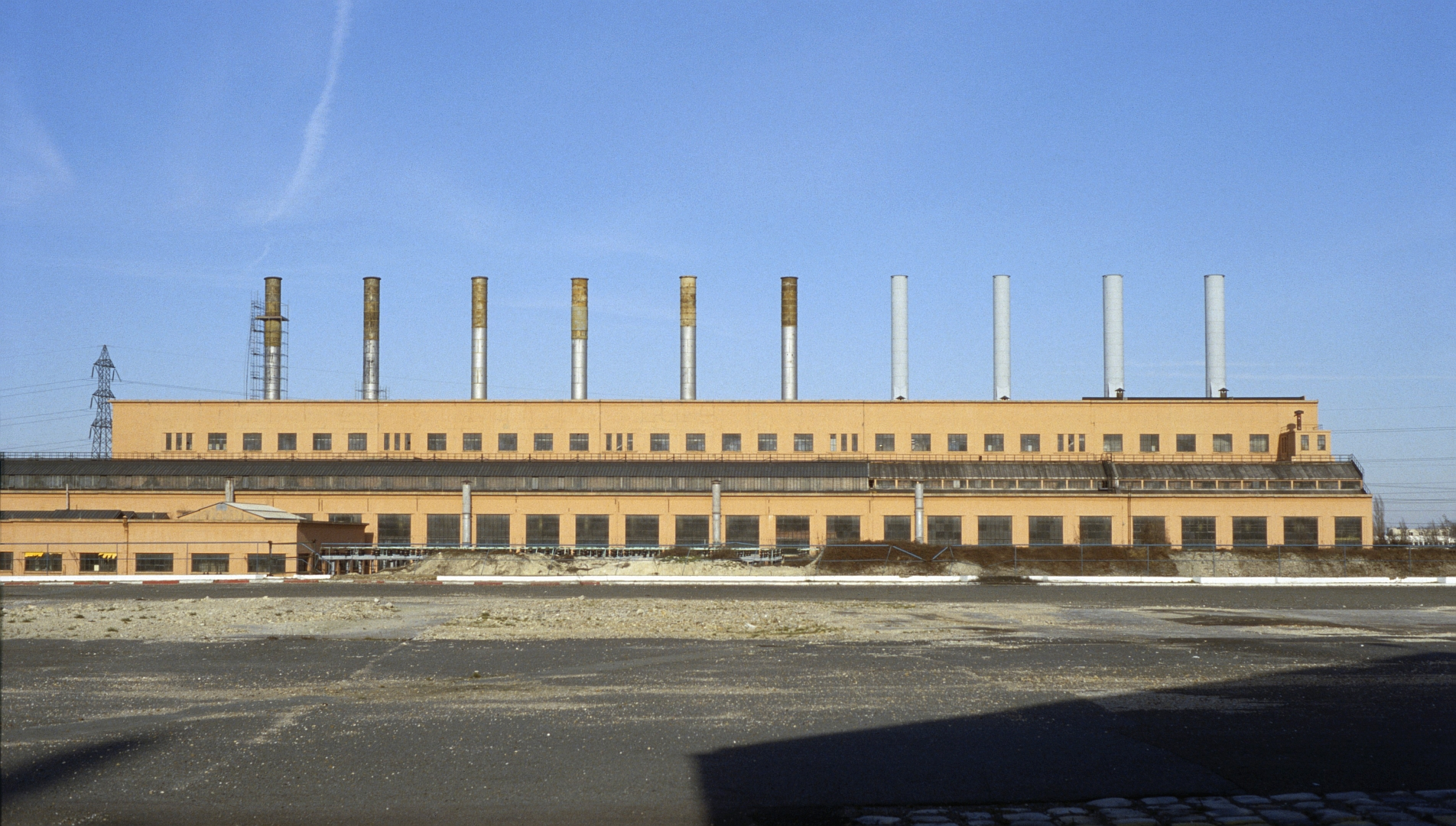
L'ancienne centrale électrique de Saint-Denis en mars 1985.

### Le renouveau

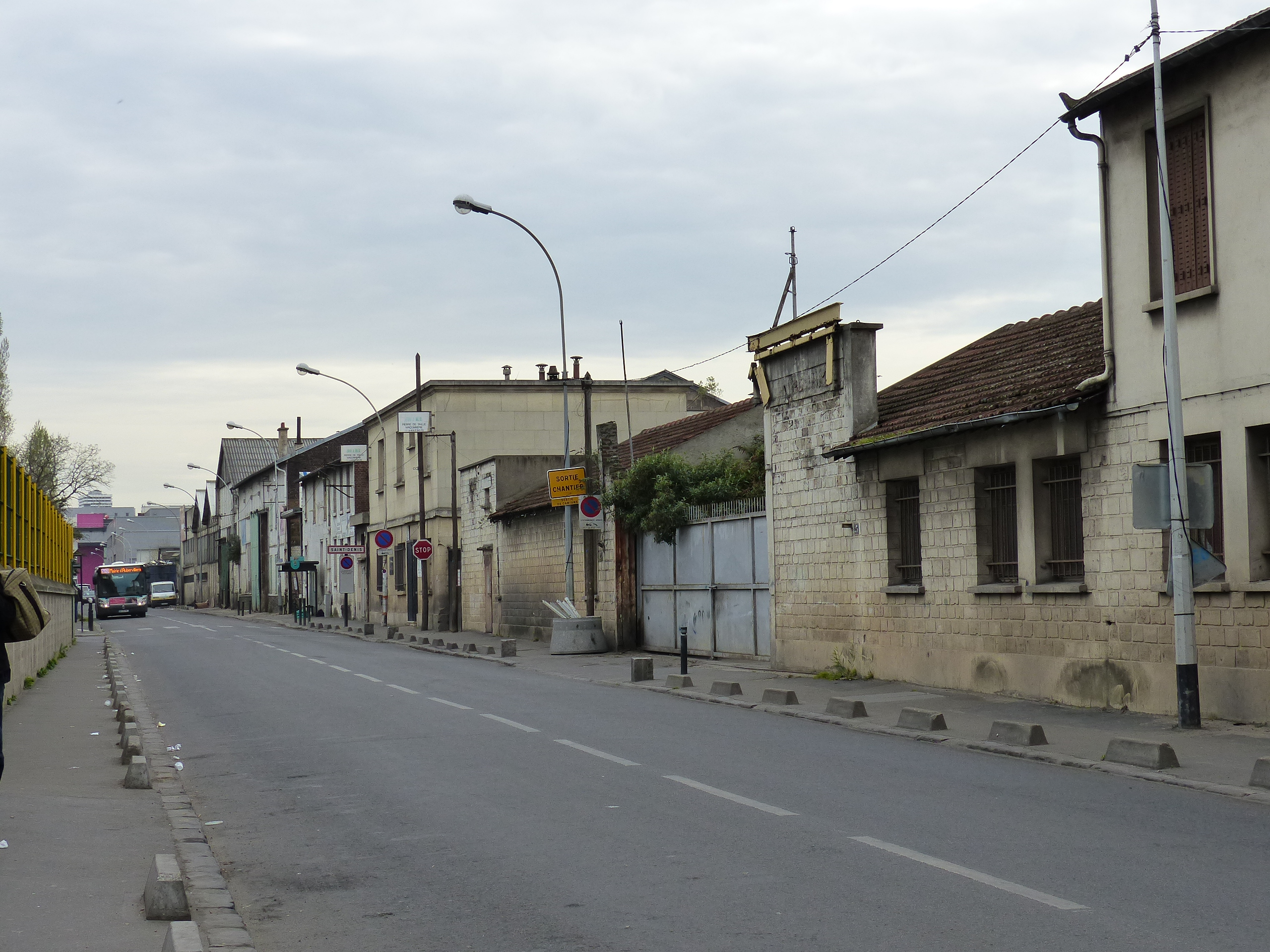
La rue des Fillettes, pas encore restructurée en 2014, est représentative de la Plaine désertée par les entreprises...

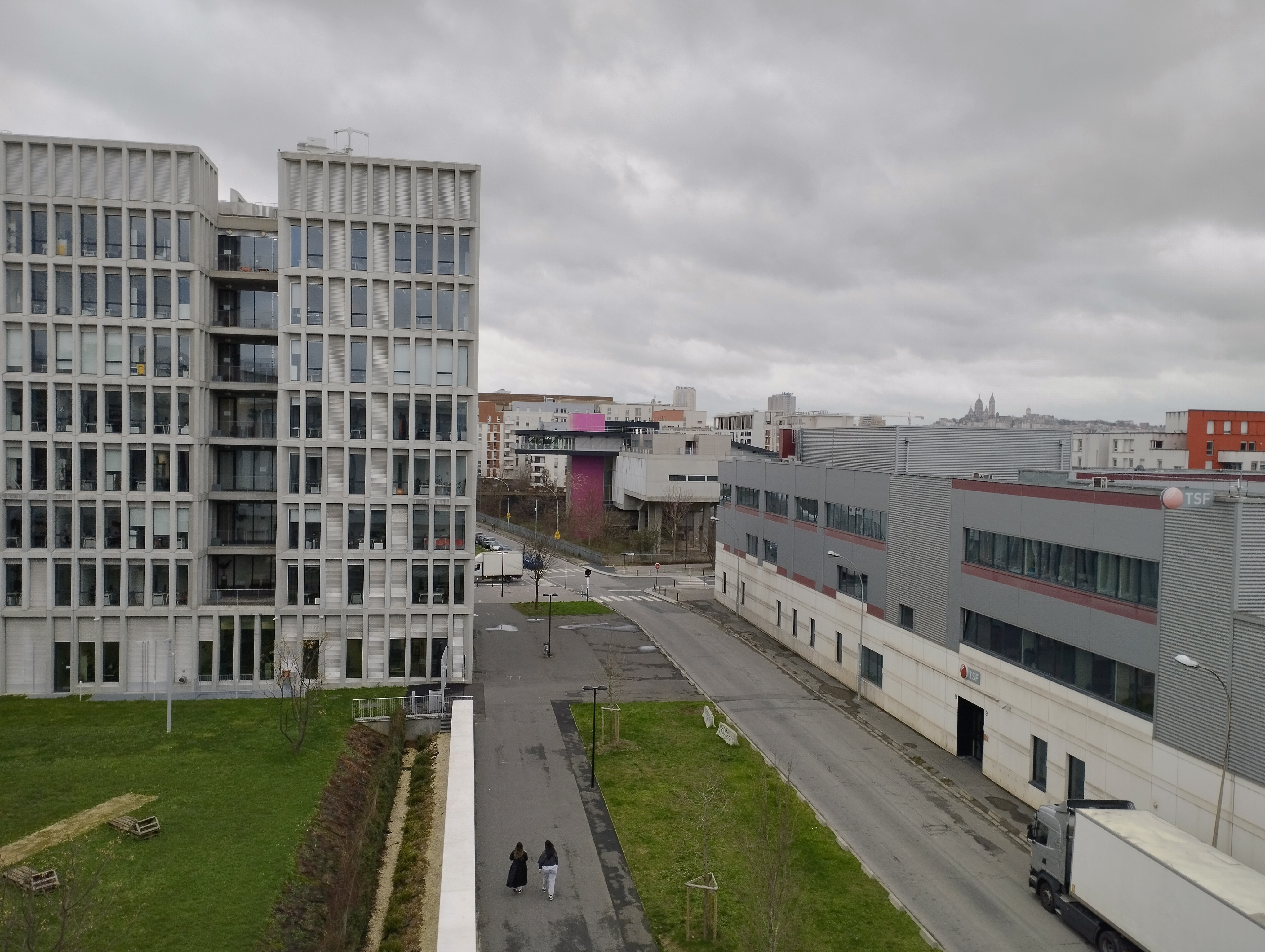
La rue des Fillettes, quelques centaines de mètres plus au sud et dix ans plus tard : à gauche, le Campus Condorcet, à droite la ZAC Montjoie.

Afin de remédier à la désindustrialisation de La Plaine Saint-Denis, et d'organiser sa reconquête, les villes de Saint-Denis, Saint-Ouen, et d'Aubervilliers décident de créer le 9 octobre 1985 un syndicat intercommunal, Plaine Renaissance. Celui-ci confie au GIE Hippodamos, constitué par les architectes Yves Lion, Pierre Riboulet et Reichen et Robert, ainsi que du paysagiste Michel Corajoud, la réalisation d'un projet urbain, devant permettre de transformer cette zone industrielle en déshérence, en une véritable ville très active. Le syndicat Plaine Renaissance s'occupe de La Plaine Saint-Denis.
En 1991, les villes d’Aubervilliers et Saint-Denis créent la société Plaine Développement pour assurer le pilotage des études du projet urbain de la Plaine Saint-Denis, puis la mise en œuvre d’actions foncières et d’opérations d’aménagement. Près de 10 ans après, elle devient la société d’économie mixte (Sem) Plaine Commune Développement. 
Ce projet, qui encadre toujours la transformation de La Plaine Saint-Denis, a naturellement évolué afin d'intégrer des éléments extérieurs, tels que la décision de l'État d'y créer le Stade de France, ou encore, à la suite de la privatisation de TF1 en 1987 et de l'arrivée du Club Dorothée, d'y créer plusieurs studios de télévision.

### Le Mondial de football de 1998

Le Logo du Stade de France, depuis le 28 juillet 2008, mis en service pour les 10 ans du stade.

À la suite de la décision de la Fédération internationale de football association (FIFA) de confier à la France l'organisation la Coupe du monde de football de 1998, l'État décida la création d'un grand stade inédit à la Plaine Saint-Denis.
Les aménagements associés au Grand Stade sont négociés dans les accords Perilliat et repris dans le décret lié à la loi relative à la réalisation du Grand Stade. L’équipement locomotive apporte le financement d’infrastructures lourdes sur le territoire inscrit dans un accord avec l’État, la Région et le Département de la Seine-Saint-Denis : Couverture de l’autoroute A1 en tranchée à ciel ouvert depuis 1964, deux gares RER (B et D), 19 franchissements (ponts, passerelles). La majorité de ces aménagements sont financés dans les contrats de développement avec l’État et d’aménagement avec la Région ou les CPER 1994-1999 et suivants.
L'héritage du Stade de France sur le territoire de la Plaine Saint-Denis en 1998 représente 407 M€ (2,6 Mds FF) pour le Grand Stade et 407 M€ (2,6 Mds FF) d’aménagements en termes 
- d’équipements sportifs : un stade annexe et des salles de sport associées, un plateau sportif sur la couverture de l’autoroute A1…, 
- de transport en commun : 2 gares RER, une sortie de métro 13 sur la Plaine, un prolongement de métro 13 à Saint-Denis Université, 
- d’environnement : la couverture de l’A1 transformée en jardins, la dépollution des terrains du Stade de France, un bassin de rétention d’eau (65 M€) sous le stade annexe pour protéger la Seine des inondations, l'amorce du Parc Canal (1 M€) au Cornillon nord, au Marcreux, au Pont Tournant et à Pleyel, l'ensemble ne pouvant pas être réalisé dans les échéances de la Coupe du Monde.
Le chantier de ce qui allait devenir le Stade de France commença le 2 mai 1995. L'équipement complet fut inauguré le mercredi 28 janvier 1998, retransmis en direct sur TF1, et présentée par Jean-Claude Narcy et Charles Villeneuve.
La ville de Saint-Denis, et le département de la Seine-Saint-Denis (93), obtiennent à cette occasion, la couverture de l'autoroute du nord — l'A1, qui coupait en deux, la Plaine Saint-Denis depuis 1965, ainsi que la création de deux vastes gares :
- la gare du Stade de France - Saint-Denis (Ligne D du RER)
- la gare de La Plaine - Stade de France (Ligne B du RER), qui remplaçait la vieille et exiguë gare de La Plaine-Voyageurs.

Puis fin 2012 ouvre la station de métro Front populaire, nouveau terminus de la ligne 12.
Ces divers investissements coûteux, ainsi que le dynamisme de l'ensemble des partenaires concernés, et, au premier chef, des Villes et de Plaine Commune, ont permis le changement d'image, et la réurbanisation progressive de la Plaine Saint-Denis.
Fin 2013, un marché alimentaire ouvre dans l'ancienne halle Nozal, avenue de la métallurgie.

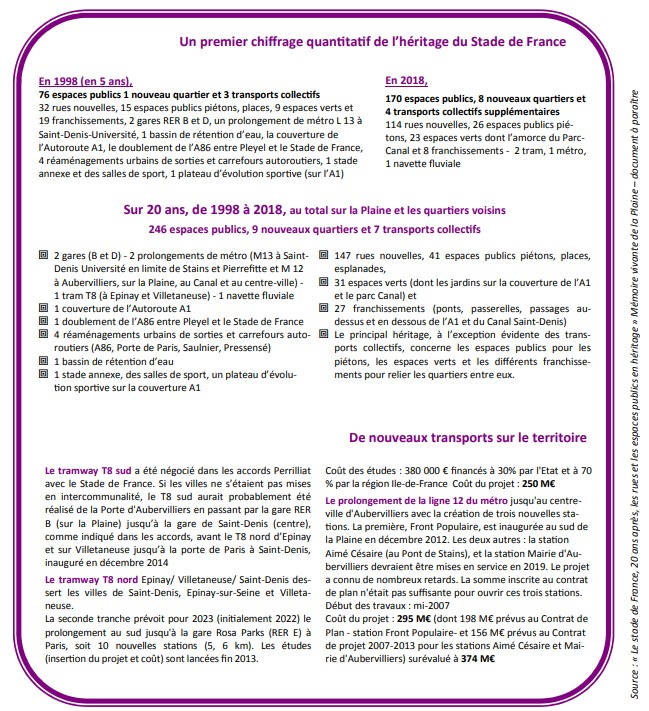

De 1998 à 2018, 20 ans après la construction du Stade de France, l'héritage pour le territoire représente au total sur la Plaine et les quartiers voisins 246 espaces publics, 9 nouveaux quartiers et 7 transports collectifs.

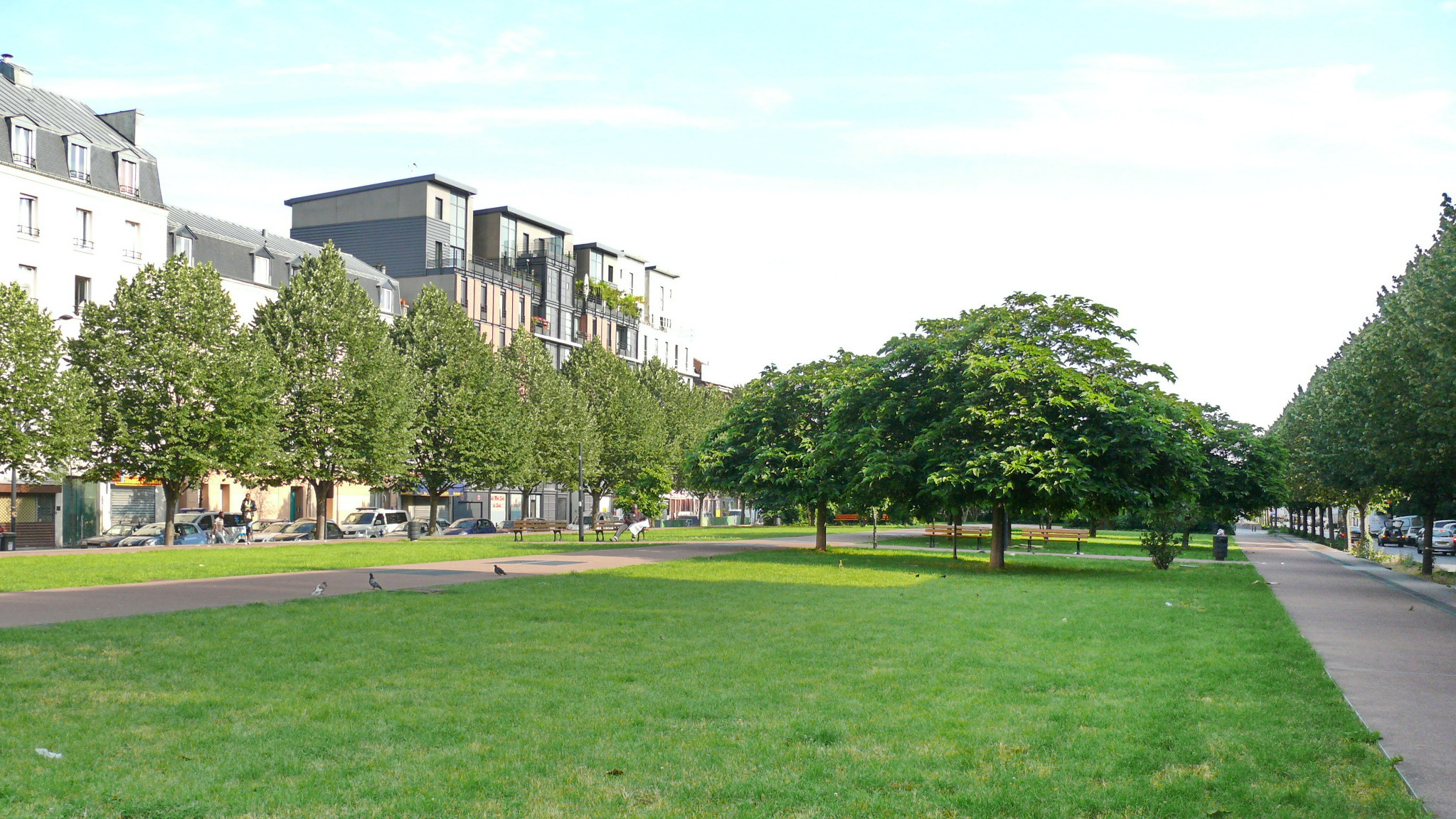
La dalle réalisée au-dessus de l'autoroute A1 a permis la création d'une promenade plantée (jardin ouvert), qui permet d'unir les deux rives de l'avenue du Président-Wilson et de permettre la rénovation profonde de ce quartier.
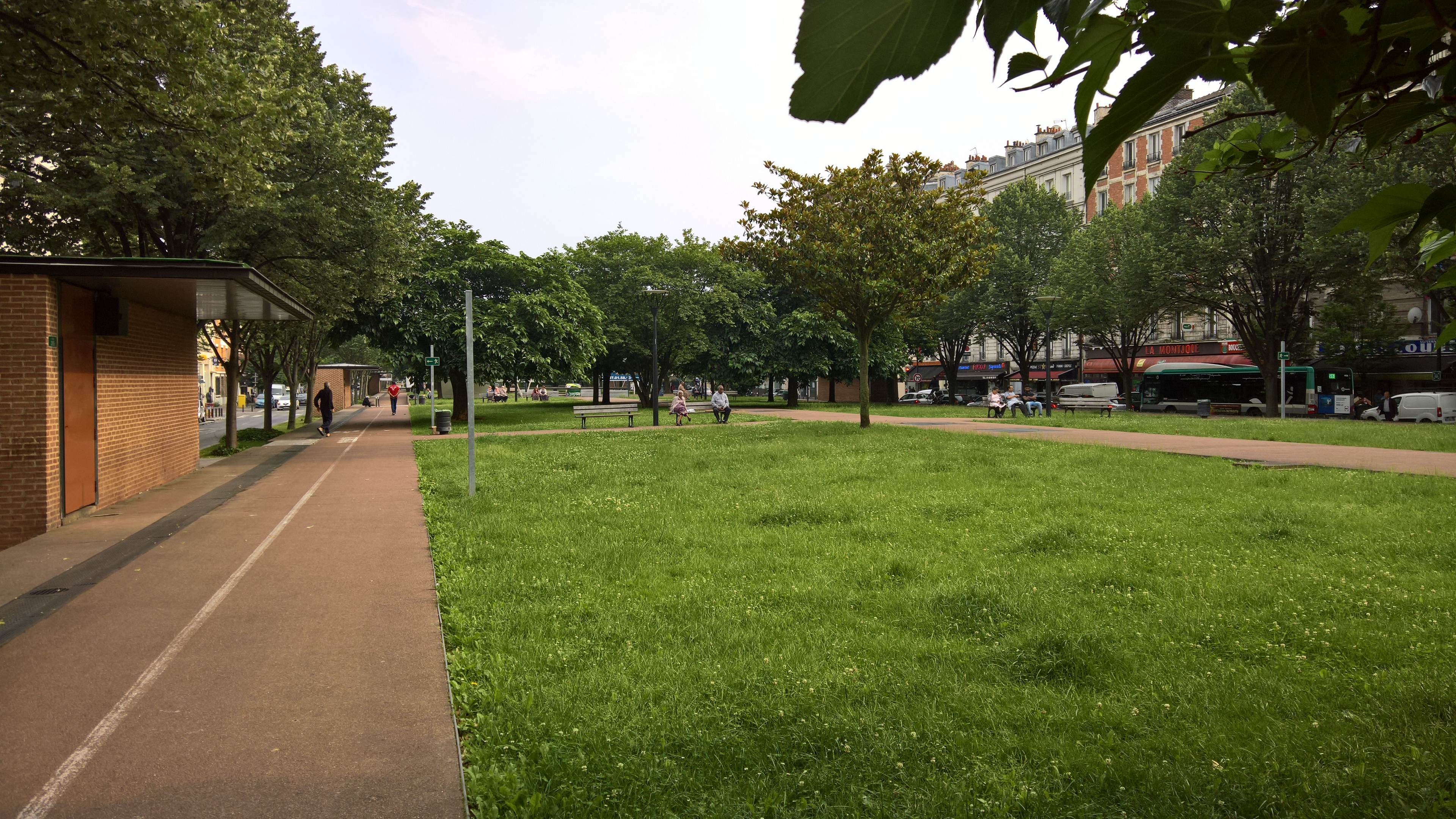
Autre vue de cet aménagement.

## Transports
Située aux portes nord de Paris, la Plaine Saint-Denis a bénéficié dès le début du XIXe siècle d'une excellente desserte avec :
- la route royale vers Saint-Denis et le nord (la RN 1), créée sous Louis XV et qui remplaçait un chemin tortueux, l'Estrée ;
- le canal Saint-Denis, ouvert en 1821 ;
- les lignes de chemin de fer de la compagnie du Nord en 1846, avec la création de la gare aux marchandises de La Plaine en 1876 relayées rapidement par le Chemin de fer industriel (CFI) qui amenait de 1884 au 31 décembre 1993 les trains des grands réseaux dans les usines les plus importantes. Le CFI, créé par Félix Civet, exploitant des carrières de Saint-Maximin pour réduire le coût d'acheminement de ses matériaux vers les chantiers parisiens, desservit jusqu'à 60 entreprises dans les années 1970, période où son déclin s'affirmait. Il transporta 50 000 tonnes en 1885 (première année d'exploitation), 100 000 t en 1887, 200 000 t en 1890, 300 000 t en 1898, 400 000 t en 1906, 500 000 t en 1913. Le trafic retomba entre 300 000 et 400 000 tonnes, après la Seconde Guerre mondiale, les pics se situant en 1972 (409 492 t, 1973 (348 168 t) et 1974 (402 538 t)[13],[14].

Les emprises ferroviaires furent accrues par la création du dépôt de La Plaine, au début du XXe siècle, désaffecté dans les années 1990 ;
- la Plaine dispose également d'une gare : Gare de La Plaine - Stade de France sur la ligne B du RER, inaugurée le 25 janvier 1998 ainsi que d'une station de métro desservie par le 12 à la station Front populaire. Cependant, de nouvelles lignes ont été mises en service afin de contribuer au désenclavement de la Plaine Saint Denis tel que le B et le D. La gare de La Plaine - Stade de France remplace la gare de La Plaine-Voyageurs, ouverte dans les années 1860 et reconstruite en 1913. Elle était autrefois également desservie par la gare de La Plaine-Tramways.
- en 1965, l'autoroute du Nord fut réalisée en tranchée à La Plaine, séparant l'est et l'ouest du quartier par une coupure infranchissable, jusqu'à la couverture de l'autoroute réalisée dans le cadre des aménagements liés au Mondial de foot 1998.

L'autoroute A1 sépare donc définitivement, l'est et l'ouest de la Plaine Saint-Denis, par des voies routières, et longe le stade de France.
Par contre, une seule voie de communication, la rue du Landy, traverse la Plaine d'est en ouest ; elle date du Moyen Âge, à l'endroit où se tenait la Foire du Lendit. L'autoroute A86, réalisée en 1990, surplombe également la Plaine Saint-Denis, mais plus au nord que la rue du Landy, et passe à 200 mètres environ au sud du Stade de France.
- Autrefois, la Plaine était également desservie par des lignes de tramways, telles l'Enghien - Trinité, qui disparurent, comme l'ensemble du réseau parisien, dans les années 1930-1937. Le chemin de fer industriel de la Plaine Saint-Denis et d'Aubervilliers assurait la desserte des entreprises de La Plaine depuis les lignes du chemin de fer.

L'importance de ces infrastructures de transport qui cisaillent le territoire de La Plaine lui donne un caractère très particulier, avec ses quartiers isolés ou mal reliés les uns aux autres.

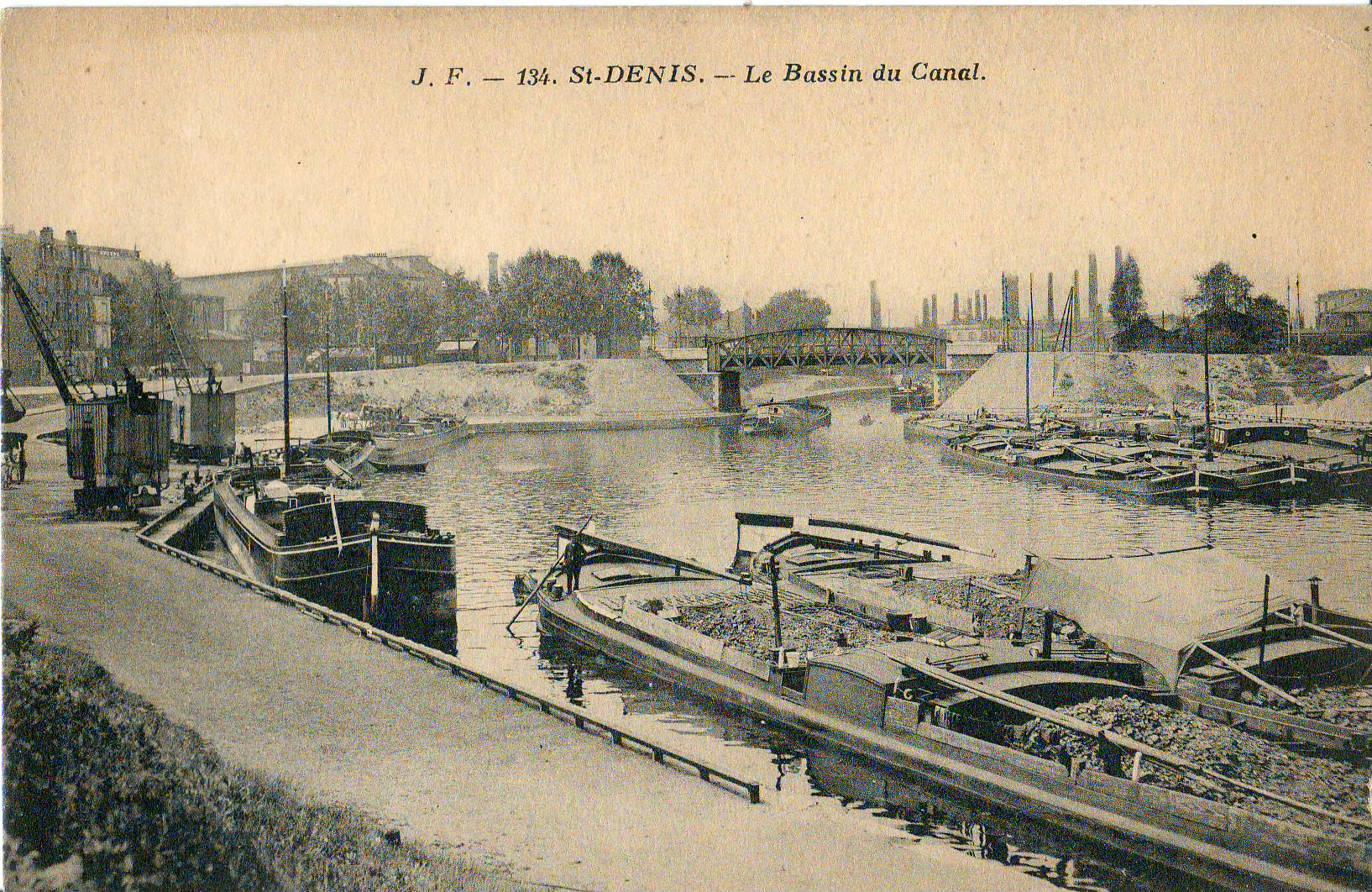
Le canal Saint-Denis, ouvert dès 1821, est la première infrastructure de transport performante qui irrigua la Plaine, à une époque où les transports par route étaient coûteux et lents. On voit ici le bassin de la Maltournée, avec des péniches déchargeant du charbon, sans doute destiné à l'usine à gaz du Cornillon.
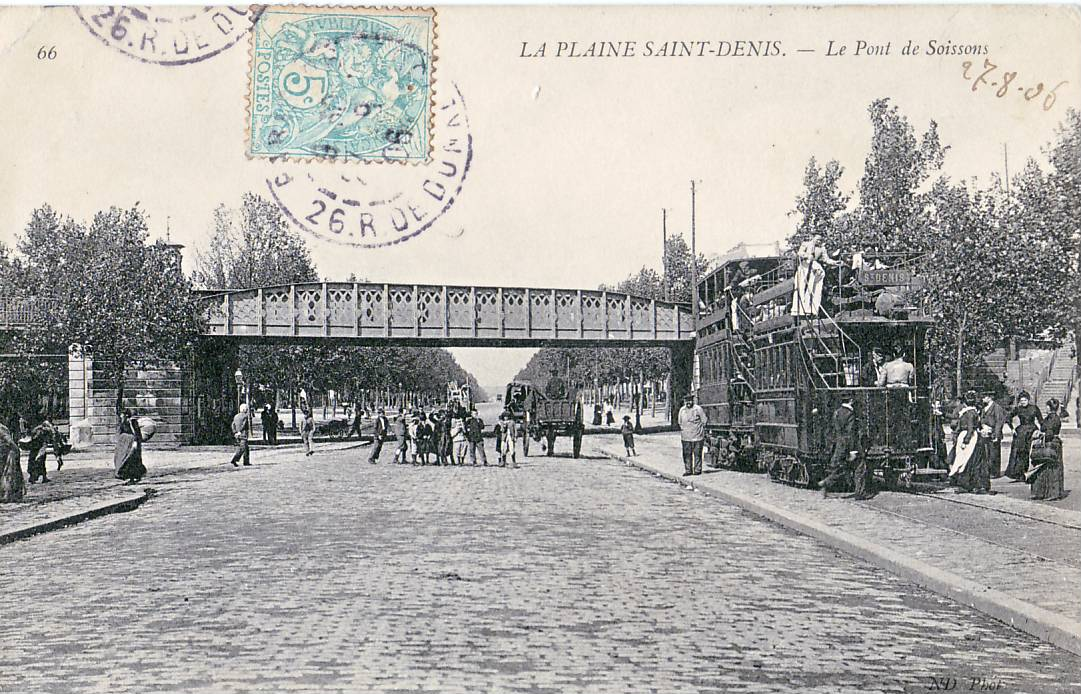
Tramway à impériale sous le pont de Soissons (à proximité de l'ancienne gare de La Plaine-Voyageurs), avenue du Président-Wilson (RN1, au tout début du XXe siècle.
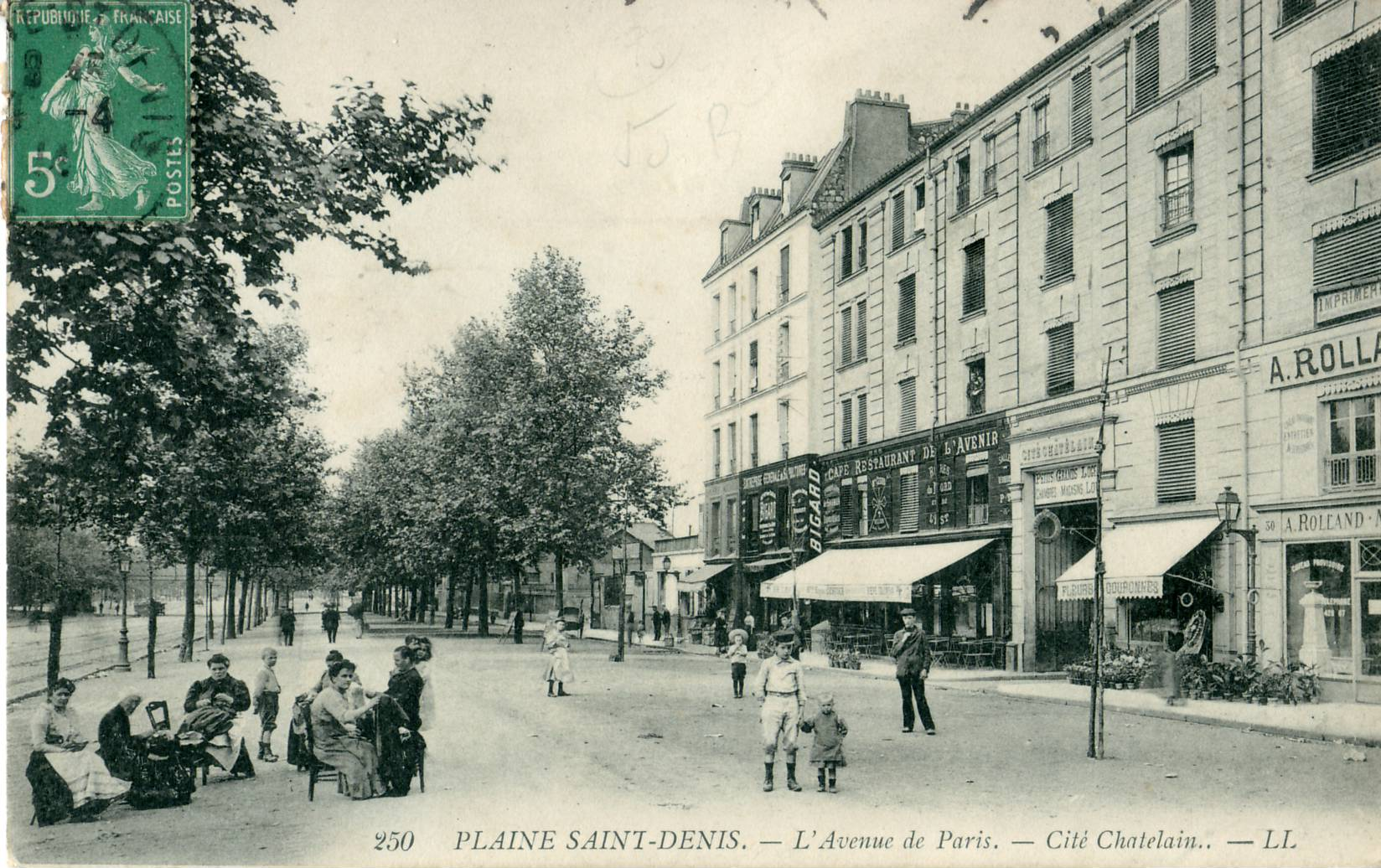
À La Plaine Saint-Denis, la RN 1 est aussi large que l'avenue des Champs-Élysées, ce qui permit de faire passer en son centre l'autoroute du Nord en 1965. Au début du siècle, elle avait une ambiance calme qu'elle n'a retrouvée qu'après la couverture de l'autoroute et les aménagements paysagers.
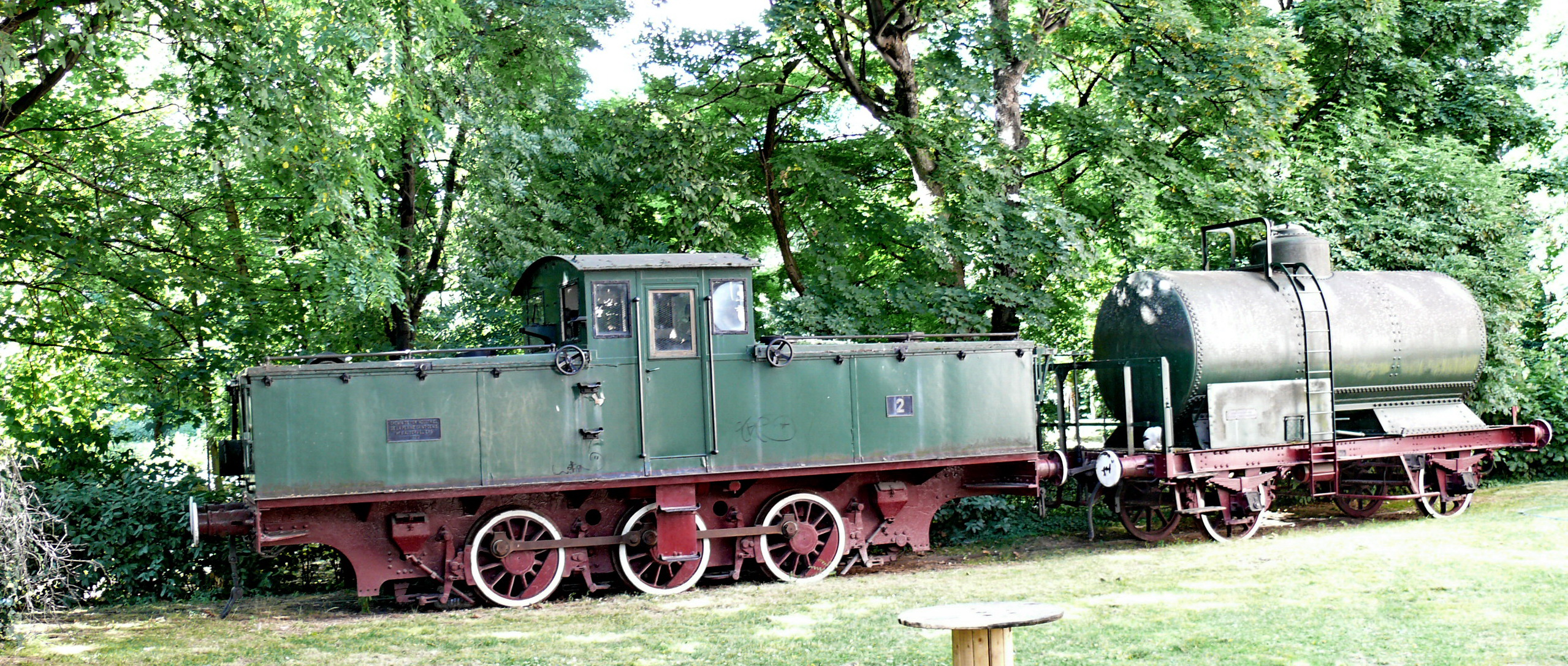
Rame-monument du chemin de fer industriel, dans le parc des EMGP.

### Transports en commun

#### Présent
Le quartier est desservi par de nombreuses lignes ferroviaires.
- La gare de La Plaine - Stade de France, desservie par la ligne B du RER et située au centre du quartier, dessert les quartiers du Cornillon et du Stade de France ;
- La gare du Stade de France - Saint-Denis, desservie par la ligne D du RER et implanté à l'ouest, dessert le quartier Landy France (ZAC Landy Pleyel), quartier à dominante de bureaux mais comprenant également de l'habitat.
- La station de métro Saint-Denis - Porte de Paris desservie par la ligne 13 du métro de Paris et la ligne 8 du tramway d'Île-de-France, de l'autre côté du canal, elle permet la desserte du nord de la Plaine et plus précisément du quartier Stade de France.
- La station Front populaire desservie par la ligne 12 du métro de Paris, dessert le sud de la Plaine, comprenant des zones d'habitat et les Magasins généraux.
- La station Saint-Denis Pleyel desservie par la ligne 14 du métro de Paris, située à l'ouest du technicentre du Landy permet la desserte du quartier Landy-France et la correspondance avec le RER D grâce au franchissement urbain Pleyel.

Les lignes du réseau de bus RATP viennent compléter le maillage.

#### Futur
Dans le cadre du prolongement du tramway T8 à Rosa-Parks, celui traversera toute la Plaine Saint-Denis et sera en correspondance avec le RER B à la gare de La Plaine et avec le métro 12 à la station Front populaire. Reliant depuis 2014, d'une part Épinay et d'autre part Villetaneuse à Saint-Denis (Porte de Paris), le prolongement de ce tramway permettra de mieux relier la Plaine, à la fois au centre-ville de Saint-Denis et au nord de Paris.
Dans le cadre du Grand Paris Express, la ligne 15 permettra de relier La Plaine à de nombreuses communes de la petite couronne parisienne, sans passer par Paris. Elle desservira deux stations dans le quartier :
- Saint-Denis Pleyel, déjà desservie par la ligne 14 du métro de Paris.
- Stade de France sera en correspondance avec la gare de la Plaine desservie par le RER B.

## Urbanisation
La loi du 16 juin 1859 décide l'annexion par Paris de la partie de l'ancienne commune de  La Chapelle située à l'intérieur des fortifications de la capitale.
La partie non annexée forme l'essentiel de la Plaine Saint-Denis. La loi de 1859 l'a répartie de la manière suivante : « partie à la commune de Saint-Ouen, partie à la commune de Saint-Denis, et partie à la commune d'Aubervilliers » ; La Plaine Saint-Denis est donc divisé, sur ses trois communes. En 1896, y est construite l'un des premiers ensembles de logement social en France, La Ruche.
Ce quartier regroupe le pôle audiovisuel de TF1 notamment, et le stade de France y est implanté. Enfin, le quartier de la Plaine Saint-Denis est très médiatisé par l'émission pour la jeunesse Club Dorothée diffusée sur la chaîne TF1 de septembre 1987 à août 1997.
L'accessibilité de la Plaine Saint-Denis, en venant de Paris, s'effectue par la porte de la Chapelle, dans le nord de Paris. La route principale d'accès est l'avenue du Président-Wilson, elle traverse la Plaine Saint-Denis, de la porte de la Chapelle au stade de France et à la Porte de Paris.

### Quartiers de la Plaine Saint-Denis
La Plaine Saint-Denis est divisée en quartiers qui correspondent souvent aux ZAC successives, néanmoins ils n'ont pas forcément d'existence administrative.

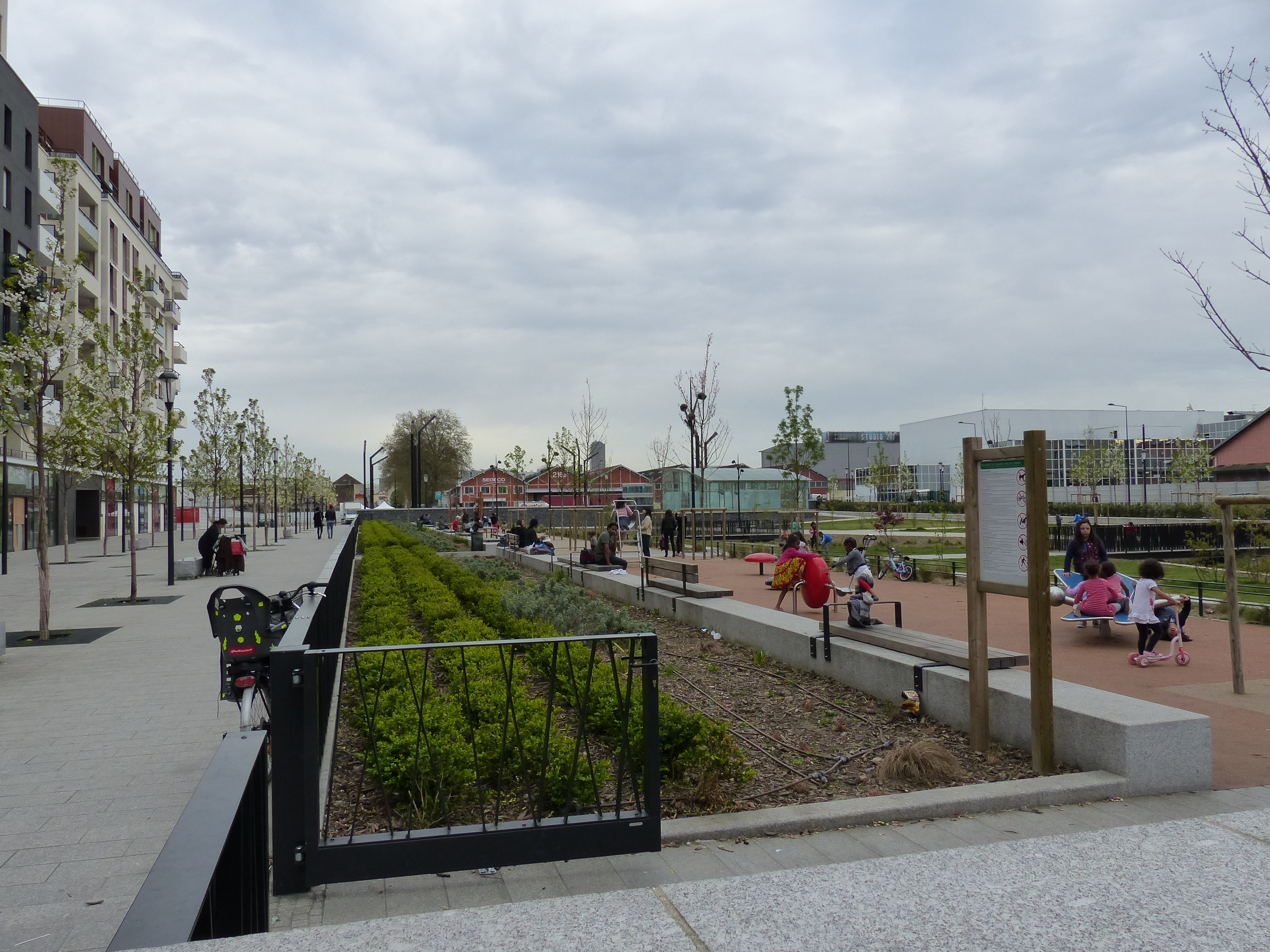
La Place du Front-Populaire et son square constituent une nouvelle centralité à la limite de Saint-Denis et d'Aubervilliers, qui sera renforcée avec la réalisation du Campus Condorcet qui en constituera la façade nord

#### Quartier Stade de France
Il s'agit de la partie septentrionale de La Plaine, qui accueillait historiquement l'usine à gaz du Cornillon entre le canal et la rue Francis-de-Pressensé. Fermée en 1965, cette vaste emprise est réutilisée pour y aménager le Stade de France. De nos jours, le quartier est délimité au sud par l'autoroute A86, à l'ouest par l'autoroute A1 et au nord et à l'est par une boucle du canal Saint-Denis, ce qui lui confère un caractère qualifié parfois d'insulaire, renforcé par la présence du Stade de France et des immeubles voisins, érigés à plusieurs mètres au-dessus du sol naturel, sur une vaste dalle. On y trouve également le stade annexe, plusieurs immeubles de bureaux avenue Jules-Rimet, des restaurants, des hôtels et quelques grandes enseignes commerciales. Il y a également quelques immeubles d'habitations à proximité du canal. À noter également la présence du Gai Logis, unique immeuble antérieur au réaménagement du quartier, construit en 1936.
Deux passerelles piétonnes le relie aux quartiers voisins, respectivement Porte de Paris et Franc Moisins. Quant à ce dernier, un pont tournant sur le canal permettait également aux véhicules d'y transiter.

#### Quartier La Plaine - Saulnier
La Plaine Saulnier est le quartier nord-est de la Plaine Saint-Denis. Face au Stade de France dont il est séparé par l'avenue du Président-Wilson, la Plaine Saulnier s'articule de part et d'autre de la rue Jules-Saulnier (RN 412, jusqu'à son déclassement en 2006). Jusque dans les années 1970, cette parcelle était un site de production de gaz. En 2018, le foncier est principalement occupé par le centre de recherche d'Engie. Néanmoins, cette zone est amenée à considérablement évoluer dans le cadre des JO 2024, en effet le quartier est dans un périmètre de zone d'aménagement concerté : la ZAC Plaine-Saulnier. Outre logements et bureaux, ce quartier doit notamment voir émerger le centre aquatique olympique (CAO). Afin de désenclaver ce quartier, une large passerelle piétonne enjambera l'autoroute A1 pour connecter la future piscine olympique au stade qui lui fera face.

#### Quartier Landy-France
Entièrement réhabilité dans le cadre du réaménagement de la Plaine Saint-Denis, ce quartier s'est construit autour de la gare du Stade de France (RER D) : rue du Landy, rue André Campra, avenue François-Mitterrand, rue des Cheminots, avenue des Fruitiers, etc. Le secteur était précédemment constitué d'une zone d'activité appelé Landy-Fret en raison de la prédominance de cette activité. Auparavant, tout comme le quartier du Stade de France, il accueillait une usine à gaz, celle du Landy, dont l'exploitation a cessé en 1977.
Il est délimité à l'est par l'autoroute A1, au nord par l'autoroute A86, à l'ouest et au sud par les voies ferrées (lignes de Paris-Nord à Lille et de La Plaine à Hirson), avec la gare du Stade de France - Saint-Denis. En 2019, a été ouverte la rue Camille-Moke sur une emprise préexistante, qui permet de le relier au boulevard Anatole-France au nord, grâce un passage sous le viaduc de l'autoroute A86. En 2024 a été ouvert la première partie du franchissement urbain Pleyel, permettant de faire le lien avec le quartier et la station de métro éponyme.
On y trouve de grands immeubles de bureaux qui donnent sur les artères principales, avec notamment le siège de la SNCF et de Veepee tandis que le sud du quartier est plus résidentiel. Deux espaces verts ponctuent le quartier : le parc du temps des Cerises, et le square des Acrobates. On y trouve également l'Académie Fratellini.

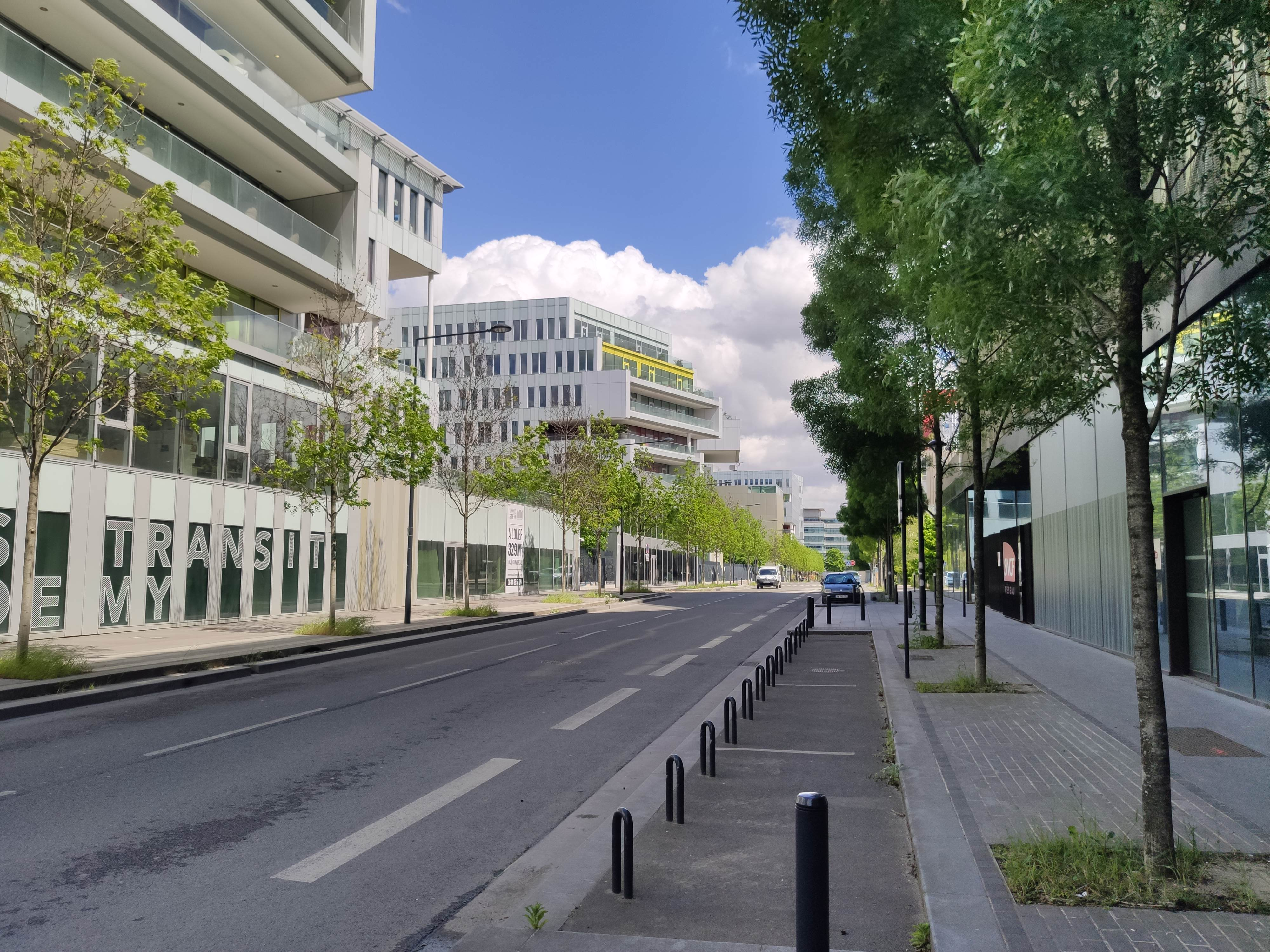
Ambiance de la rue Cherubini
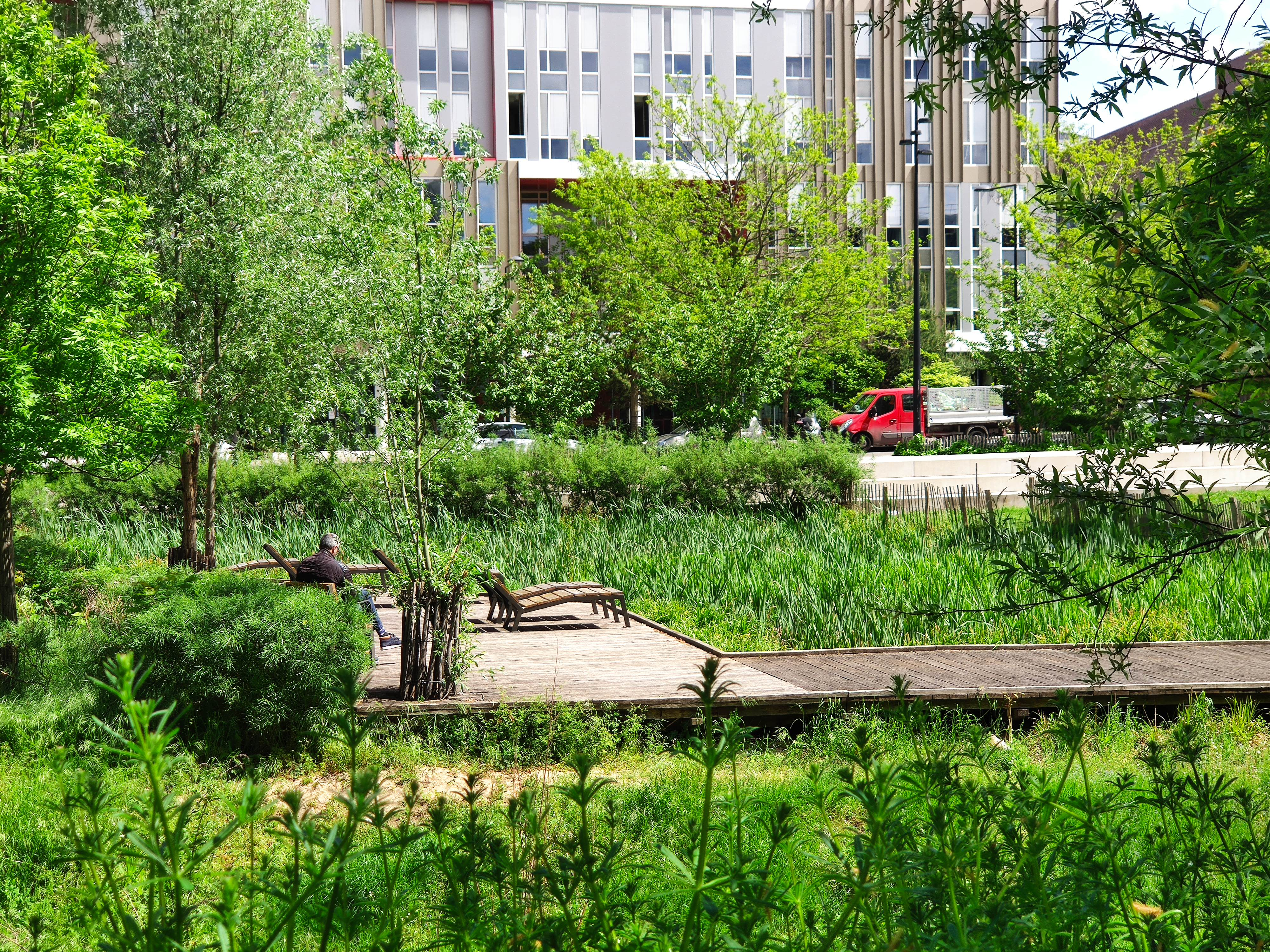
Aire de repos du square du Temps des cerises
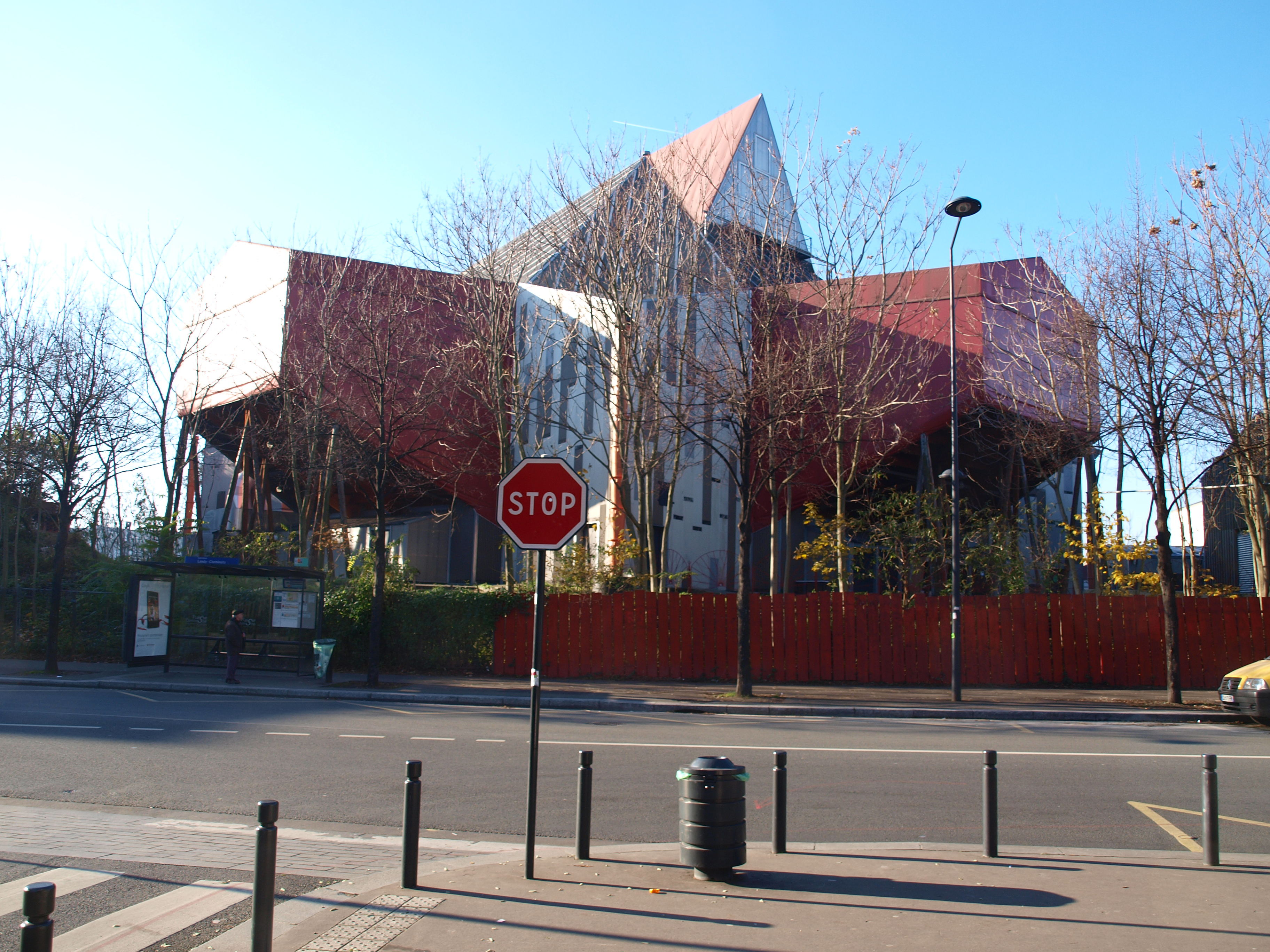
Chapiteau de l'Académie Fratellini.
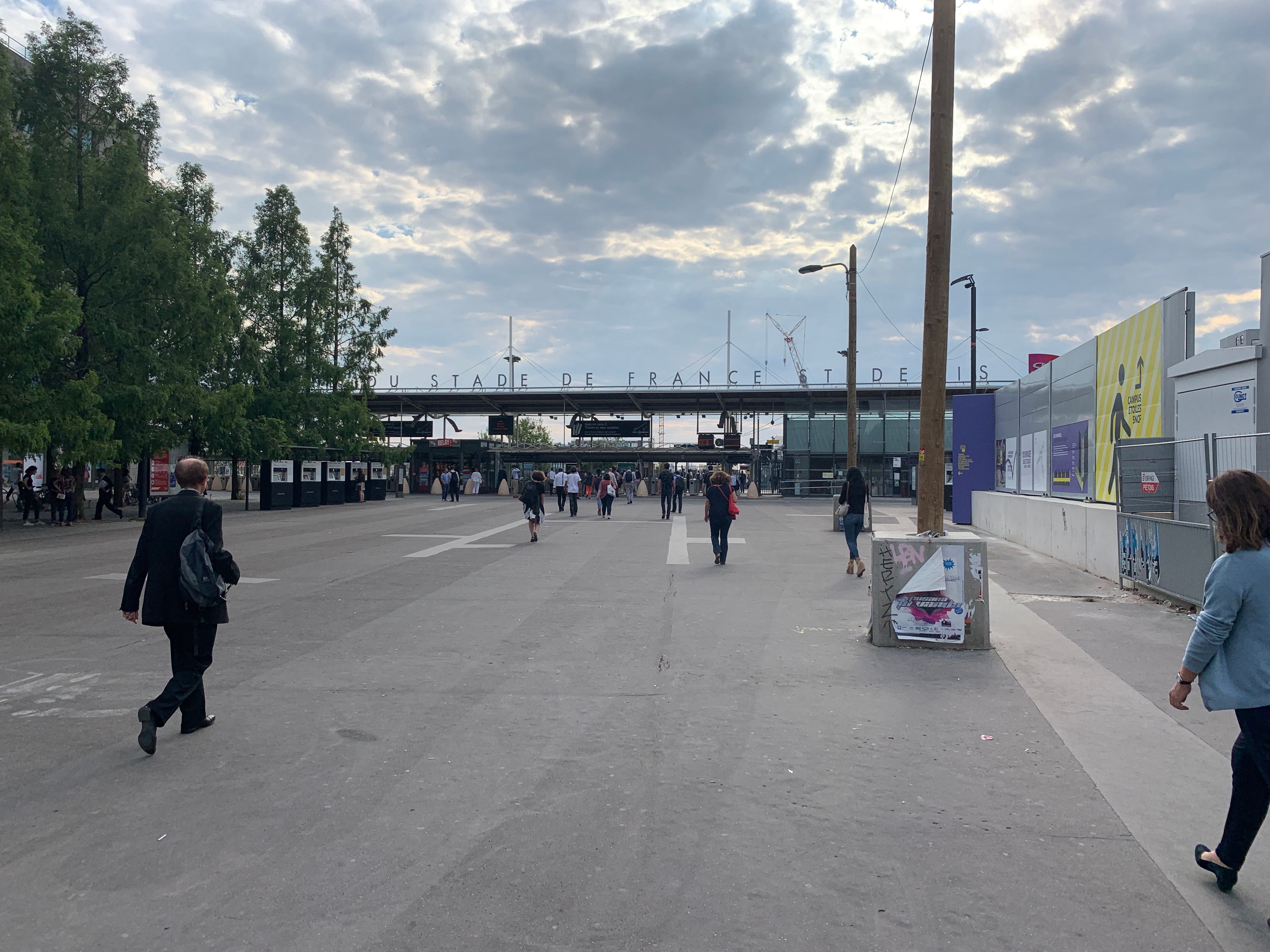
La Place aux Etoiles sert de parvis à la gare du Stade de France - Saint-Denis.

#### Quartier Cornillon
Rue des Bretons, rue du Landy, Gare de La Plaine - Stade de France, chemin du Cornillon qui croise le chemin du Hameau du Cornillon, Haute Autorité de la Santé (HAS), avenue du Stade-de-France (situé au nord-est, avant le stade de France).
Au XIVe siècle, l'endroit aurait été planté d'arbres fruitiers, puis de vignes au XVIIIe siècle.
Ce quartier abritait un bidonville dans les années 1920, provenant de l'émigration espagnole, puis des travailleurs ou exilés politiques, et des familles dans les années 1930. À cette époque s'y élevait l'usine de gazéification du Cornillon. En 1956, sa population s'élevait à 600 personnes.

#### Quartier de la Montjoie
La dénomination de ce lieu-dit proviendrait du nom d'un ancien tumulus sacré, situé à cet endroit,. C'est aussi le nom des Montjoies qui marquaient l'Estrée, ancienne route de Paris à Saint-Denis. Il comprend: la Plaine Montjoie, rue de la Procession, rue des Fillettes, Halle Montjoie, rue de l'Encyclopédie, studios de la Montjoie (anciennement Studios AB), Institut national du Patrimoine (INP), rue de la Montjoie, rue Germaine-Tillion, rue de Saint-Gobain, avenue Arts-et-Métiers (La Montjoie - Est)

#### Quartier des Cathédrales du rail
En 2025, la Ville de Saint-Denis conclut un accord avec la SNCF et le groupe Equans pour réaménager les anciennes halles ferroviaires dites Cathédrales du Rail. Elles doivent accueillir un grand musée consacré au street art et au hip-hop, « l’Aérosol Saint-Denis » porté par deux acteurs, Maquis-Art et Hip Hop Citoyens. Autour d'elles, doit être aménagé un parc d'environ 1,7 hectare, 650 logements ainsi que des services et commerces de proximité et des équipements publics. la promesse de vente est signée le 8 juillet 2025, préalable au lancement de travaux de dépollution.

#### Quartier Nozal - Front Populaire

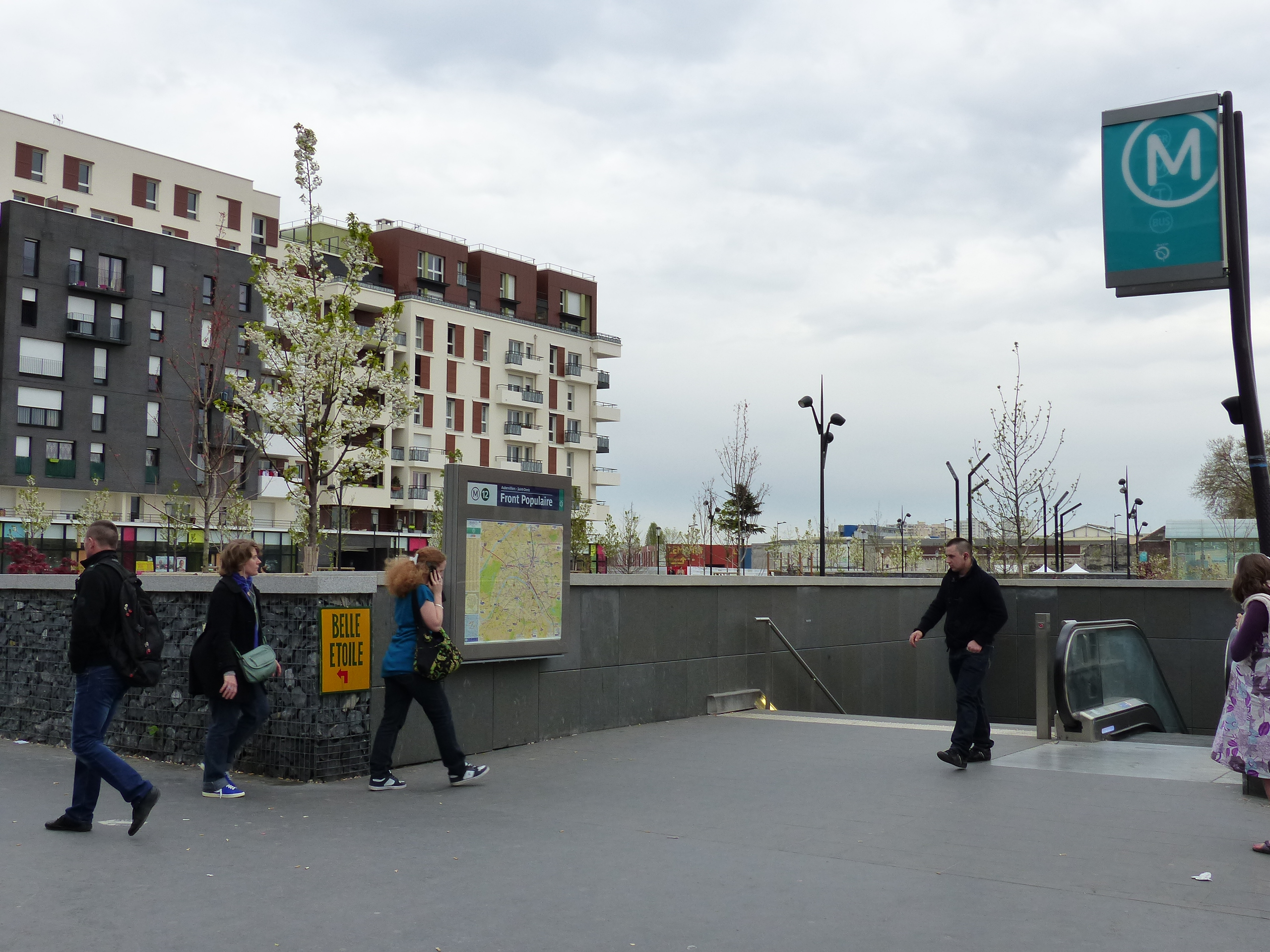
Le quartier Front populaire

Aussi appelé Front populaire, du nom de la station de métro qui le dessert au sud, il s'agit de la partie centrale de la Plaine, qui est sans doute la plus résidentielle.
Rue de la Métallurgie, impasse Chaudron, rue Proudhon, rue Jamin, rue Saint-Just, rue Eiffel, rue Waldeck-Rochet, studio Eurosites la Plaine Saint-Denis (ancien studio vitres teintées noires AB), rue de l'Encyclopédie, rue Olympe-de-Gouges, rue du Pilier (La Plaine Saint-Denis - Est)
En 2018, y subsistent encore quelques hangars et entrepôts qui témoignent du passé industriel du lieu, néanmoins les immeubles qu'on y trouve sont en grande majorité contemporains.
Le quartier est en 2019 encore en profonde reconversion avec l'aménagement du Campus Condorcet.

#### Quartier Parc EMGP
Partie sud de La Plaine, en limite de Paris, Saint-Denis et Aubervilliers. Ce quartier est concerné par une opération d'urbanisme importante appelée gare des Mines - Fillettes, visant à constituer un nouveau quartier intercommunal sur ces trois villes, et notamment de créer une couture urbaine en couvrant le périphérique sur plus de 200 mètres.
Les Docks de Paris, les Portes de Paris, les studios de télévision du Parc EMGP / ICADE (Entreprises des Magasins généraux de Paris), avenue des Magasins-Généraux, rue des Gardinoux, rue de la Haie-Coq, avenue Victor-Hugo, rue des Cops, EICAR, Studios de France (regroupant le Studio 102, les Studios 107, le Studio 128, les Studios 130, les Studios 210, le Studio 217 et le Studio 224) Téléshopping, TSF, Euromédia, Air Productions, Endémol France, Kookaï.
Coincé entre le périphérique et les EMGP, on y trouve également le cimetière parisien de la Chapelle.

## Développement contemporain

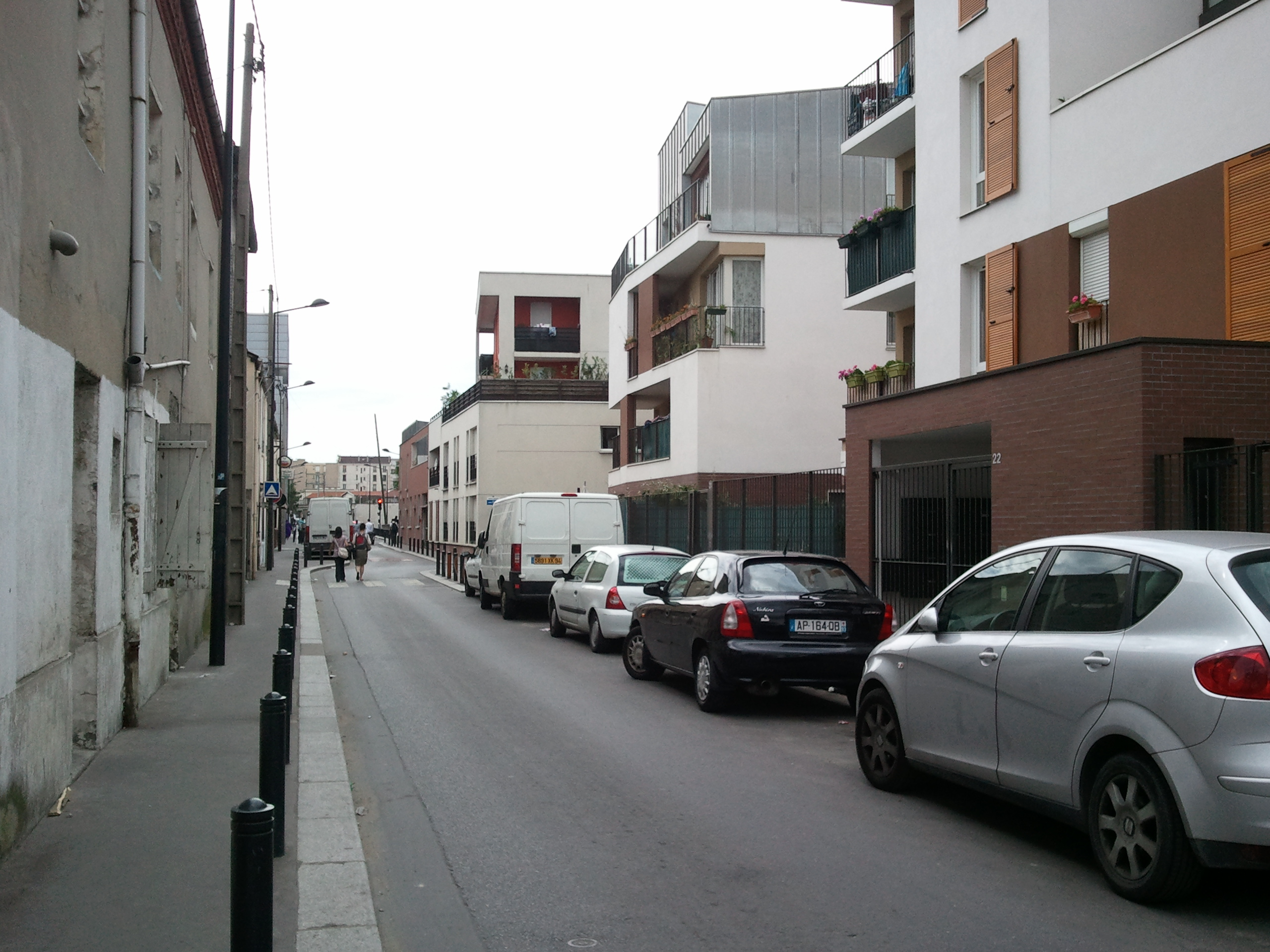
Rue Cristino Garcia à Saint-Denis : contraste entre logements neufs et habitat ancien, souvent dégradé, desservis par des voies étroites, qui donne un charme particulier à ce quartier en pleine mutation

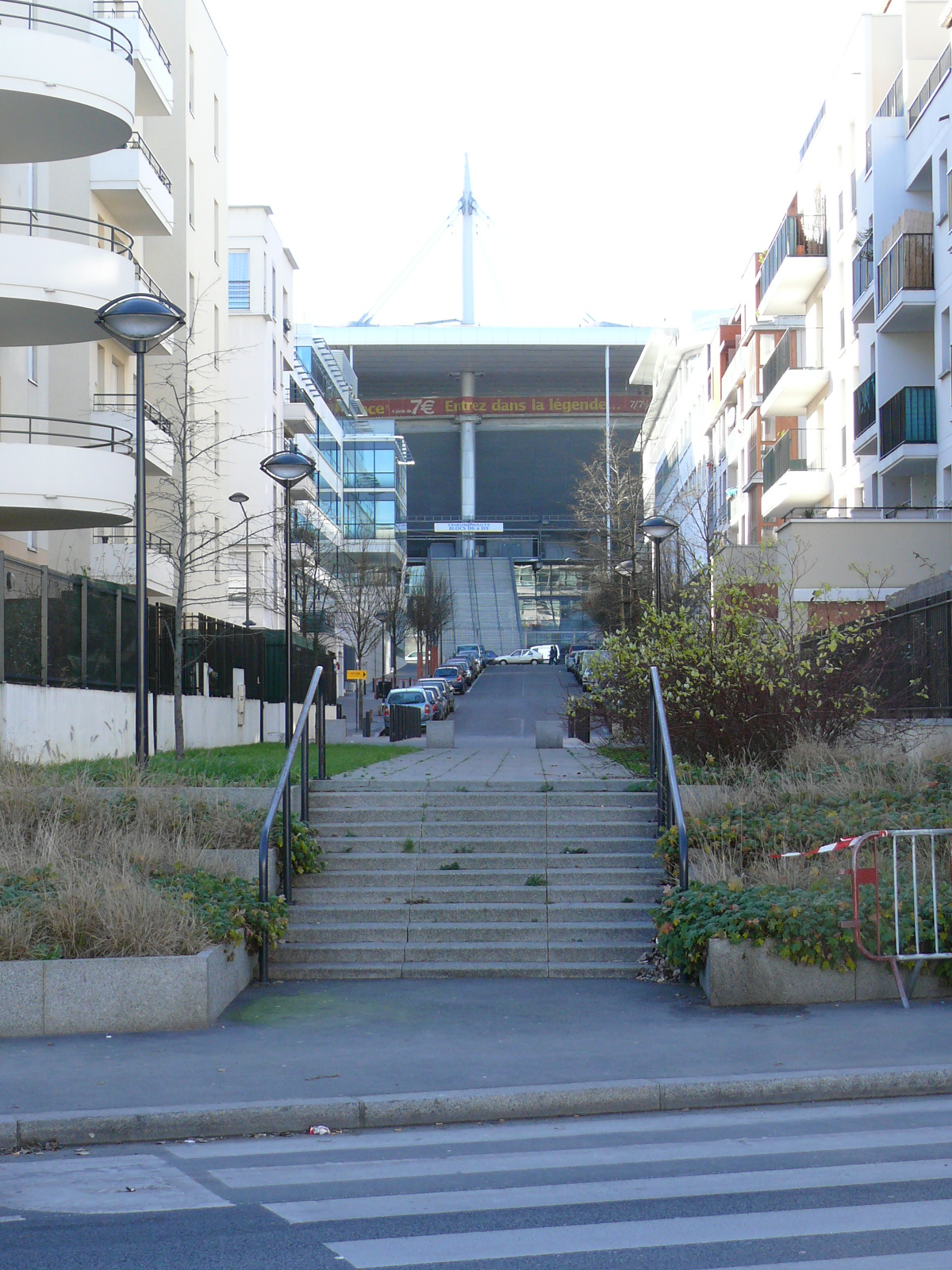
Le nouveau quartier d'habitation autour du Stade de France

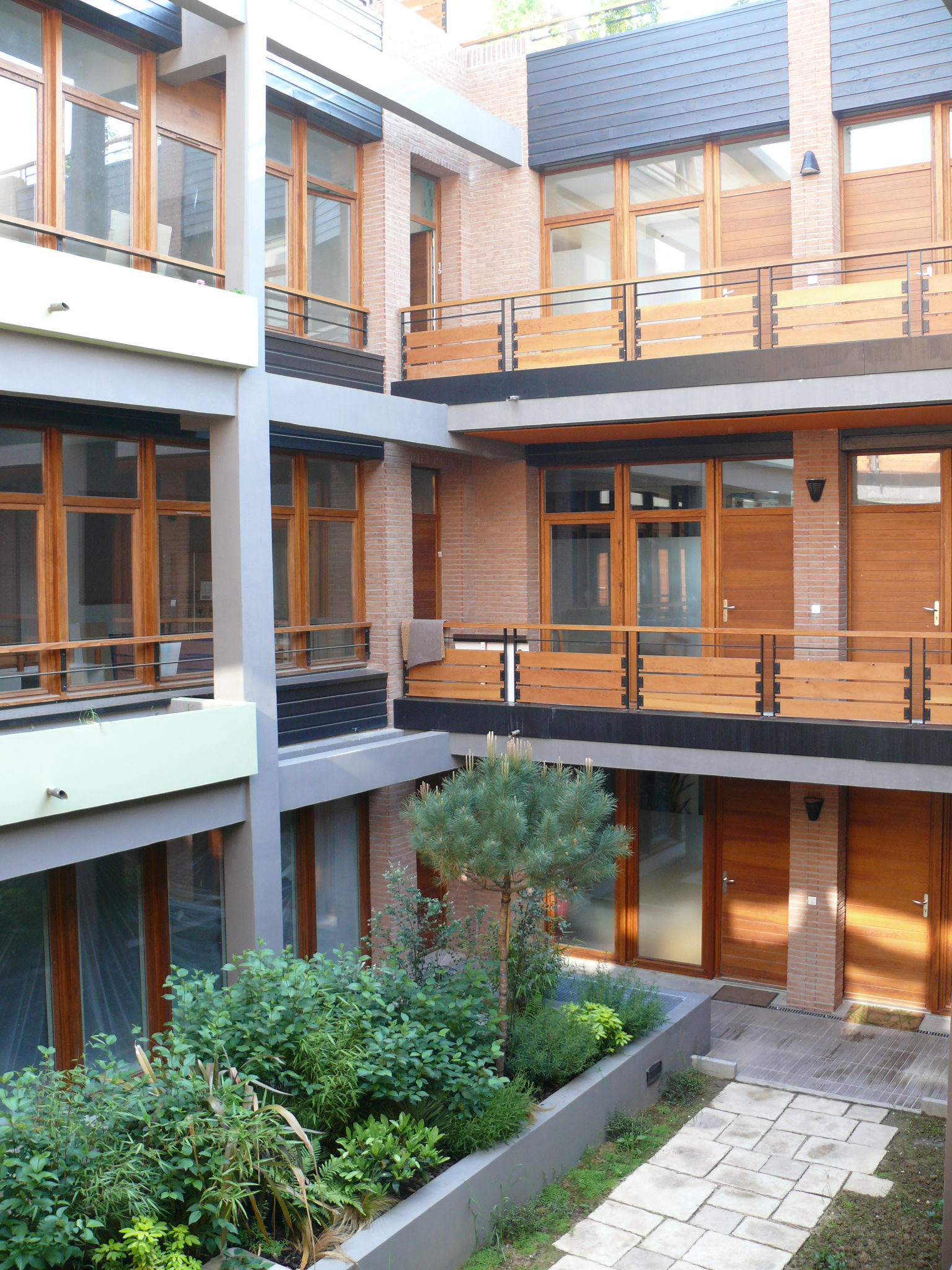
Transformation d'un ancien bâtiment d'activité aveugle en logements en accession à la propriété, avec éclairement par un large puits de lumière créé en cœur du bâtiment, qui ne dispose pas de vues sur l'extérieur

Les élus des villes et de Plaine Commune ont voulu donner au nouveau quartier de La Plaine Saint-Denis une mixité de fonctions qu'elle n'avait pas du temps de l'industrie. Les projets urbains de La Plaine Saint-Denis prévoient donc la réalisation d'un nombre important de logements, ainsi que le développement de la zone tertiaire et le maintien d'activités secondaires.
La Plaine comprend également un certain nombre d'immeubles d'habitations anciens, généralement vétustes et dégradés, qui constituent souvent des logements indignes parfois maîtrisés par des marchands de sommeil contre lesquels luttent les villes et Plaine Commune. D'autres ensembles d'habitation de la fin du XIXe siècle ou du début du XXe siècle, voire plus récents (la Petite Espagne, marquée par l'autoconstruction d'ouvriers émigrés originaires d'Espagne, avec son centre culturel espagnol El Hogar) méritent intérêt. On peut ainsi noter la présence de La Ruche, premier ensemble français d'habitat social, construit par l'architecte Georges Guyon ou la cité Meissonnier, petit coron datant de 1920, dont la préservation est souhaitée par les habitants, mais dont la réhabilitation est bloquée par les exigences financières de l'État, qui en est le propriétaire.
Progressivement, la collectivité ou les propriétaires privés engagent la réhabilitation des immeubles dont la qualité le justifient. De même, certains anciens bâtiments d'activité obsolètes sont réaménagés en logements attractifs.
Si le chantier de La Plaine Saint-Denis ne sera pas achevé avant de nombreuses années, on peut relever de nombreuses réalisations, puisque plusieurs centaines de logements ont été construits depuis le mondial de 1998, et des zones tertiaires créées de toutes pièces, telle l'avenue François Mitterrand ou le secteur situé au sud du Stade de France (rue André Campra, rue des Bretons) .
Le projet urbain prévoit la conservation de l'ancien réseau de petites rues de la Plaine Saint-Denis, notamment dans le quartier de la Petite Espagne ou Cristino Garcia, dont l'habitat insalubre est soit réhabilité, soit remplacé par des constructions modernes, tel le programme HQD (Haute qualité durable) rue Maria Leonor Rubiano, conçues par l'architecte Georges Roux.
Plaine Commune y a réalisé son premier équipement, l'Académie nationale des Arts du cirque - Annie Fratellini.

### Le pôle santé
La Plaine abrite un important pôle de santé publique constitué notamment par de nombreuses agences dépendant du ministère de la Santé. On note notamment l'agence française de sécurité sanitaire des produits de sante (qui s'appelait auparavant Agence du médicament) au pied de la Tour Pleyel, ainsi que la Haute Autorité de santé, l'Institut national de prévention et d'éducation pour la santé, l'Agence de la biomédecine et l'Établissement français du sang

### Le pôle image et son
La Plaine Saint-Denis comporte de nombreux plateaux de télévision, installés dans les anciens entrepôts industriels créés en 1866 par un entrepreneur parisien, Georges Tom Hainguerlot, dans le cadre de l'urbanisation et l'industrialisation de la capitale, et repris par la suite les  Entrepôts des magasins généraux de Paris (EMGP). Pour l'essentiel, ceux-ci sont destinés au stockage des denrées alimentaires non périssables (céréales, sucres, alcools, huiles), ainsi que le bois et charbon. À la suite de la désindustrialisation de la fin XXe siècle, les entrepôts restent longtemps désaffectés avant d'être reconvertis en studios de télévision. La numérotation sur trois chiffres de ces anciens entrepôts a naturellement été conservée pour désigner ces studios.
Les tournages sont réguliers et la zone télévisuelle porte le nom de « Parc EMGP ». On y trouve entre autres les studios 102, 107, 128, 130, 210, 217 et 224. Les studios sont étalés entre Saint-Denis et Aubervilliers, à l'intérieur du Parc EMGP.
Plusieurs sociétés de productions ou prestataire de services audiovisuels ont leurs bureaux à la Plaine Saint-Denis comme : Endemol, Euromedia, AMP Visual, Studios de France, TSF, JLA Productions, Dubbing Brothers, etc.
Liste des studios de télévision situés à la Plaine Saint Denis : 
- Studio 101 :   
démoli en 2012 et remplacé par un parking.
  - Plateau 3000 = 1 400 m2 
Lahaye d'honneur, Élection Miss France 1989, Élection Miss France 1990, Sacrée Soirée, Sans aucun doute (TF1), Si on chantait, Méfiez-vous des blondes, Le monde est fou, Les années tubes, C'est la même chanson, Tip top, Rire sur la ville, On ne peut pas plaire à tout le monde, Le Fabuleux destin de ..., T'empêches tout le monde de dormir, La roue de la fortune (version TF1), et Tournez Manège (version 2009).

- Studio 102 :  (exploité par Studios de France)
  - Plateau = 800 m2 
Salut les Terriens, Le Supplément, Médias, le mag, Studio Sud, Extrême Limite, Jamais deux sans toi...t, Papa revient demain, Carine et Ary, Ma voyante préférée, Le Divan, N'oubliez pas les paroles !, Tout le monde veut prendre sa place, Slam

- Studio 103 :  
fermé en 2014 et servant aujourd'hui à l'usage de bureaux et d'un studio de photographie.
  - Plateau =  240 m2 
Loft Story (maison), Quotidiennes de Star Academy, Quotidiennes de Secret Story (saisons 1 à 7).

- Studios 104 :  
fermés en janvier 2019, avenir inconnu.
  - Plateau 1/2 = 420 m2
  - Plateau 3 = 450 m2
  - Plateau 4 = 420 m2
  - Plateau 5 = 745 m2 
Les Guignols de l'info, Sept jours au Groland, Bienvenue au Groland, Groland Magazine, Groland.con, Made in Groland, Le Ce Soir Show, OFNI, l'info retournée, Chéri(e), c'est moi le chef !, Je passe à la télé, Marc et Sophie, Tribunal, Loft Story (primes), La musicale, L'album de la semaine...

- Studios 107[32] : (exploités par Studios de France)
  - Plateau 1 = 1 000 m2 
Le Juste Prix (version TF1 (1998-2001)), À prendre ou à laisser (TF1) Les Douze Coups de Midi, Personne n'y avait pensé !, Attention à la marche !, Du côté de chez Dave, Canapé quiz, La France a un incroyable talent (demi-finales et finale des saisons 10, 11 et 12)...
  - Plateau 2 = 900 m2 
Le Bigdil (version TF1), Le Juste Prix (version TF1 (2009-2015)), Pouch' le bouton, Le Grand Match, Boom !, L'Œuf ou la Poule ?, Le Gros Show, Chabada, Téléthon 2012 et 2013, Des paroles et des actes, Toute une histoire, Débats élections présidentielles, Action ou Vérité, Drôle de jeu, Du côté de chez Dave, Séduis-moi... si tu peux !, N'oubliez pas les paroles !...
  - Plateau 3 = 385 m2 
Téléshopping, Cfoot, C’est pas sorcier, Avec ou sans joker, Les grandes questions, Les cours Lumni, etc.
  - Plateau 4 = 300 m2 
Téléshopping
  - Plateau 5 = 507 m2 
Sans aucun doute (TF1), Y'a pas photo, Les Sept Péchés capitaux (TF1), Succès, Confessions Intimes, Y'a que la vérité qui compte, La Méthode Cauet (TF1), La Cauetidienne, L'Arène de France, Au Field de la nuit, Téléthon, C'est pas sorcier, Les 30 histoires, Drôlement bêtes : les animaux en question, La Maison Lumni, Jouons à la maison, #Restez en forme, Nous sommes tous des spécialistes, etc.

- Studio 128[33] ex Air Studio : (exploité par Studios de France)
  - Plateau = 1 220 m2 
Money Drop, Qui veut gagner des millions ?, N'oubliez pas votre bosse à dents, Ovations, Vous ne rêvez pas, La soirée d'enfer, Taratata, Fête l'amour - Sidaction 98, Les 20 ans de la Fête de la Musique (FR3), Qu'est-ce que je sais vraiment ?, Hypnose, Le Champion de la Télé, Que le meilleur gagne (France 2), Les Années bonheur,Trouvez l'intrus, Tout vos vœux sont permis avec Eric Antoine, La France a un incroyable talent (demi-finales et finale des saisons 13, 14, 15, 16, 17 et 18), La Boîte à secrets, Together, tous avec moi, The Voice, la plus belle voix (demi-finale et finale de la saison 9), Vendredi tout est permis, Eurovision France, c'est vous qui décidez !, LOL : qui rit, sort !, Les 20 ans de la Nouvelle Star, Le Morning Night, Danse avec les stars (Saison 13 et 14), Le Juste Prix (version M6), Merci Dorothée.

- Studios 130[34] : (exploités par Studios de France)
  - Plateau 1 = 932 m2
  - Plateau 2 = 917 m2 
À prendre ou à laisser (C8), Le Maillon Faible (TF1 et C8), Coucou c'est Nous ! Les moments cultes, La roue de la fortune (version 2012), Le DiCaire Show, Les Enfants de la télé (TF1), Téléthon 2008, L'Académie des 9 (NRJ 12) Le Grand Blind Test, Le Grand Show, Guess My Age : Saurez-vous deviner mon âge ?, N'oubliez pas les paroles !, Questions pour un champion, Crésus, Star Academy (Saison 9), En toutes lettres, La part du lion, Le Quatrième Duel, Volte-face, Le Cube. Couple ou pas couple ?, C'est déjà Noël, Le Club des invincibles, Chacun son tour, Duels en familles, Taratata, La boîte à secrets, Et Alors ?, Vendredi tout est permis, Le Late avec Alain Chabat, Camille & Images, Visual Suspect, Des Chiffres et des Lettres

- Studios 204 (ex Studios Arc en ciel et ex Studios Carrère) :  
démolis en 2018 pour laisser place au projet de l'îlot D de la ZAC Nozal - Front populaire.
  - Plateau A = 1 150 m2
  - Plateau B = 1 220 m2 
Une famille en or, Le Grand Concours des animateurs, La France a un incroyable talent, Tout peut arriver, C'est pour nous, c'est cadeau, Les 35 heures de Baba, Touche pas à mon poste ! (Prime "Chantez comme jamais"), Stars sous hypnose, The Wall : Face au mur, Star Academy (saisons 2 à 5), Tous à la une, Et si on se disait tout ?, Le kouij, Vingt ans de la fête de la musique (TF1), Les Enfoirés en chœur, Les 30 Histoires les plus ..., Fa si la chanter, Qui sera le meilleur ce soir ?, La roue de la fortune (version TF1), Coucou !, Combien ça coûte ?, Les 100 plus grands..., La soirée de l'étrange, Le Plus Grand Quiz de France, Mascarade, X Factor (audition Paris, saison 2), Les 60 images qui ont marqué les Français, Podium, Deux jours moins le quart avant la Fête de la Musique, Première Compagnie, La Ferme Célébrités (quotidiennes et primes), Nice People (quotidiennes), Tapis rouge, La une est à vous, Yacapa, Succès fous, La fureur du 31, Ice Show, Taratata, Vendredi tout est permis, Tout le monde joue...

- Studio 206 :  
démoli en 2011.
  - Plateau = 800 m2 
La Fureur, Les enfants de la télé, Star Academy (1re saison), Totale Impro, Typiquement féminin, typiquement masculin, Hit Machine, La Cible, Marathon du rire, Pop job

- Studios 210[35] : (exploités par Studios de France)
  - Plateau 1 = 815 m2
  - Plateau 2 = 815 m2
  - Plateau 3 = 303 m2 
Sans aucun doute (version TMC), Réunion de famille, Pyramide, Wish List : la liste de vos envies, In Ze Boîte, Face à la bande, L'Œuf ou la Poule ?, Le Labo de Damidot, Avec ou sans joker, Seriez-vous un bon expert ?, La Boîte à musique, C'est mon choix (version Chérie 25), Les Sept Péchés capitaux (version C8), 8 chances de tout gagner !, Time's up!, Les Enfants de la télé, Burger Quiz (version TMC), Les Terriens du samedi ! (dernière saison), Ça ne sortira pas d'ici, Les Enfants de la musique, Top Chef (saison 12) Appel à témoins, Drag Race France.

- Studio 215 :   
fermé en 2016 et aujourd'hui démolis.
  - Plateau = 1 500 m2 
MasterChef

- Studio 217[36] : (exploité par Studios de France)
  - Plateau = 2 090 m2 
The Voice, la plus belle voix (Primes en direct des saisons 1 à 8), Secret Story (saisons 1 à 7), Danse avec les stars (Saison 1 et 3 à 12), 1 contre 100, Au pied du mur !, Qui veut gagner des millions ?, La Plus Belle Femme du Monde, Star Academy (saisons 6 à 8, 11 et 12), Taratata, Fallait pas décrocher, Top of the Pops, Carré VIP (primes), Samedi soir on chante, Les Cerveaux (jeu télévisé), Destination Eurovision, Le grand bêtisier du 31, La chanson secrète, Spectaculaire, Koh-Lanta (finale), Polnareff la soirée événement, Star Academy saison 10 (finale), Le Jeu des 1000 euros, Dream team, Le Maillon Faible (version M6)...

- Studios 219 (appelé également Studios Long Courrier) : 
fermés en 2014 et aujourd'hui démolis.
  - Plateau 1 = 88 m2
  - Plateau 2 = 204 m2
  - Plateau 3 = 330 m2
  - Plateau 4 = 400 m2
  - Plateau 5 = 330 m2 
Objectif Nul, A nos amours, Les mariés de l'A2, Bref.

- Studio 224[37] : (exploité par Studios de France) 
  - Plateau = 400 m2 
Secret Story (maison pour les saisons 1 à 7), Carré VIP (maison + plateau des quotidiennes), Les Reines du shopping

- Studios 233 :  
fermés en 2011, utilisé ensuite à l'usage de commerces, et aujourd'hui démolis.
  - Plateau 6 = 600 m2
  - Plateau 7 = 650 m2 
Club Dorothée (1re saison), Les Aventures de Dorothée : Un AMI, Pas de pitié pour les croissants (1re saison), Jacky show (1re saison), Perdu de vue, L'amour en danger, Mea culpa, Hit Machine, La Classe, La Cible.

- Studios de la Montjoie[38] (ex Studios VCF La Chapelle et ex Studios AB) :  
devait être démolis à l'horizon 2024 pour être remplacés par un programme résidentiel. La démolition des studios n'est plus à l'ordre du jour[39].
  - Plateau 100 = 100 m2 (exploité par Volt Tournages et Picseyes)
  - Plateau 200 = 200 m2 (fermé en janvier 2019)
  - Plateau 300 = 290 m2 (exploité par Turtle Max Studio)
  - Plateau 400 = 480 m2 (exploité par Volt Tournages et Picseyes)
  - Plateau 480 = 480 m2 (exploité par Volt Tournages et Picseyes)
  - Plateau 500 = 500 m2 (exploité par Volt Tournages et Picseyes)
  - Plateau 600 = 577 m2 (exploité par Volt Tournages et Picseyes)
  - Plateau 700 = 450 m2 (exploité par Pure View XR Studio)
  - Plateau 900 = 905 m2 (exploité par Volt Tournages et Picseyes)
  - Plateau 1000 = 965 m2 (exploité par Volt Tournages et Picseyes)
  - Plateau 1300 = 935 m2 (exploité par Volt Tournages et Picseyes)
Club Dorothée, Salut les Musclés, Pas de pitié pour les croissants, Jacky show, Marotte et Charlie, Cas de divorce, Premiers Baisers, Le Collège des cœurs brisés, Hélène et les Garçons, Le Miel et les Abeilles, Les Filles d'à côté, Le Miracle de l'amour, Les Nouvelles Filles d'à côté, Les Années fac, La Croisière foll'amour, La Philo selon Philippe, Élisa, un roman photo (ou Élisa, Top Model), Talk Show, Un homme à domicile, Pour être libre, Les Années bleues, L'École des Passions, Studio des artistes, Extra Zigda, Graines de star, H (série télévisée) (saisons 1,2 et 4), Ça va se savoir ! (1re saison), Secret Story (saison 8 à 11) + maison des secrets (toit du studio), Questions pour un champion, Drôles de couples, La Chanson de l'année 2007 et 2008, Ça passe ou ça trappe, Slam, Mot de passe, Comment ça va bien !, Touche pas à mon poste ! (version France 4), Les Reines du shopping, Les 100 plus grands... (version TMC), Combien ça coûte ?, Le Cauet show, Toutes les images de notre vie, Un air de famille, Tout le monde veut prendre sa place, Qu'est-ce que je sais vraiment ?, N'oubliez pas les paroles !, Les Z'amours, Chanter la vie, Entrée d'artistes, Tout le monde en parle, Les Enfants de la télé, Fidèles au poste !, Amanda, Un chef à l'oreille, Le mur infernal, Ça se discute, Ça commence aujourd'hui, Le grand défitoon Xtrême, LOL : qui rit, sort ![40]

- Studios du Lendit[41] : (exploités par Studios de France)
  - Plateau L1 = 1 323 m2
  - Plateau L2 = 225 m2
  - Plateau L3 = 704 m2
  - Plateau L4 = 780 m2
  - Plateau L5 = 1 079 m2 
X Factor, Scènes de ménages, Danse avec les stars (saison 2), Téléthon (2010, 2011, 2020, 2021, 2022, 2023, 2024), Le meilleur du Top 50, La Meilleure Danse, Une famille en or (version TMC et version 2021), Touche pas à mon poste ! (version France 4), The Voice (audition à l'aveugle, KO et battle), The Voice Kids, Joker, SuperKids, Vendredi tout est permis, Motus, Samedi soir on chante, En Famille, Les Années bonheur, Enfin te Voilà !, Le Gros Show, Le Plus Grand Cabaret du monde, Le Hanounight Show, Strike, Pas de ça entre nous !, Le Fat Show, Le Grand Concours des animateurs, Tout le monde a son mot à dire, Taratata, Les Z'amours, Les Grosses Têtes (version France 2), Qui veut gagner des millions ?, Mask Singer, Les Enfoirés jouent le jeu (30 ans d'Enfoirés), Le Grand Echiquier, 300 chœurs, Y'a pas d'erreur ?, Vitamine C, Good singers, La France face à la guerre, Camille & Images, Welcome back, Basique le concert, Débat de l'entre deux tours des élections présidentielles 2022, Star Academy saison 10 (primes), The Wheel : Le Cercle des 7, 100% logique, Le Juste Prix (version M6), Koh-Lanta (finale), Tout beau, tout n9uf, Tout beau, tout Fun,...

- Studios de Paris[42] (Cité du cinéma) :
  - Plateau 1 = 800 m2
  - Plateau 2 = 800 m2
  - Plateau 3 = 1 100 m2
  - Plateau 4 = 1 100 m2
  - Plateau 5 = 2 000 m2
  - Plateau 6 = 1 000 m2
  - Plateau 7 = 800 m2
  - Plateau 8 = 600 m2
  - Plateau 9 = 1 300 m2 
Rising Star (2014), Surpriiise by Cristina Córdula, C politique, C polémique, Scènes de ménages, En Famille, Nouvelle Star, Audition secrète : Qui deviendra une star sans le savoir ?, La Scoumoune, Le Bigdil (version RMC Story), La roue de la fortune (version M6), etc.

- Studios d'Aubervilliers[43] :
  - Plateau 1 = 1 300 m2
  - Plateau 2 = 830 m2
  - Plateau 3 = 400 m2
Slam, Les 500 choristes ensemble, Céline Dion le grand show, Fête de la chanson française, Ice show, Simplement pour un soir, Chabada, Talent's street, La grande battle, Ca va s'cauet, Les colocataires...

### Banques et assurances
Le courtier en assurances Verspieren a installé ses bureaux franciliens en mars 2009 (précédemment à Neuilly-sur-Seine) avenue du Stade de France, dans un bâtiment neuf qui répond aux normes de Haute Qualité Environnementale (HQE).
La compagnie Generali dispose également de bureaux dans le quartier Landy France, avenue François-Mitterrand, face à la gare Stade de France - Saint-Denis (RER D).

### Nouveaux chantiers
En ce qui concerne les projets dont les chantiers ont débuté depuis 2007, on peut citer : 
- la ZAC Canal Porte d'Aubervilliers[45] s'étend sur 6 ha. Ses aménagements ont été conçus par l'architecte Antoine Grumbach.
Elle comprend :
- le centre commercial Le Millénaire, réalisé par ICADE associé à la Ségécé et inauguré en avril 2011[46], de 56 000 m2, dont 4 100 m2 pour l'hypermarché alimentaire, et comprend dix-sept moyennes surfaces pour 21 910 m2, 130 boutiques, qui doivent permettre la création de 1 300 emplois.
- TV-Cité, espace de 4 000 m2 comprenant un musée de la télévision, des salles de projection et de réunion, un studio, une chaine locale de télévision. L'équipement devait développer des partenariats avec l'INA qui y aurait trouvé un espace permettant de rendre accessible son fonds d'images et de sons créé sur plus de soixante années de radio ou de télédiffusion, accompagné d'une école de formation aux métiers de l'audiovisuel. Cet équipement demeure vide depuis l'ouverture du centre commercial.
Certaines des moyennes surfaces du centre commercial sont liées à TV-Cité, telles qu'un magasin DVD/CD/librairie, loueurs de matériels ou de supports de diffusion.
  - 160 000 m2 de bureaux
  - 380 logements nouveaux (ainsi que la conservation de certains logements existants sur le site) et un hôtel 4 étoiles
  - un pôle d'une dizaine de lieux de restauration

avec une mise en valeur paysagère de la darse des magasins généraux du Canal Saint-Denis, soit 12 000 m2 d'espaces verts, promenades et bassins au bord du canal, auxquels s'ajoutent les installations du pépiniériste Delbard, et notamment son espace d'exposition dénommé l'« Art des jardins et du paysage ». Des aménagements  sont prévus ainsi qu’une passerelle pour lier la ZAC Canal Porte d'Aubervilliers avec le Parc du Millénaire, à Paris, qui fait partie de la zone d'aménagement dite « Paris Nord-Est ».
Toutefois, le manque de transports en commun nuit beaucoup à la fréquentation du centre commercial. TV-Cité n'a jamais ouvert, MK2 a renoncé à installer son cinéma multiplexe et la FNAC a décidé fin août 2012 de fermer son magasin, 17 mois seulement après son ouverture.
- Le secteur autour de la gare de La Plaine - Stade de France, avec les immeubles des Portes de France, de part et d'autre de l'autoroute A86, ou l'immeuble Balthazar, conçu par Richard Meier, livrés en 2009-2010.

- La Cité du cinéma fondée par Luc Besson à l'emplacement d'une ancienne centrale électrique le long de la Seine est inaugurée le 21 septembre 2012.

- La ZAC Landy-France, entre l'autoroute A 86 et la Gare du Stade de France - Saint-Denis du RER D, qui accueille déjà l'Académie Frattellini, Generali, Arcelor ou la direction de l'ingénierie de la SNCF, achève son aménagement avec l'installation du siège social du Groupe SFR, dans un bâtiment de 130 000 m2, conçu par Jean-Paul Viguier, qui accueille 8 500 salariés à partir de 2015, pour un investissement de l'ordre de 500 millions d'euros[48]. Toutefois, l'entreprise devenue Altice décide de se relocaliser à Paris dès 2017[49].

- Un nombre important de logements, en accession ou HLM, afin de satisfaire aux besoins des mal-logés des villes et des nouveaux salariés de La Plaine. C'est ainsi que, sur la seule partie de La Plaine dépendant de Saint-Denis, il est prévu la création plus de 1 500 logements[50].

- Le gouvernement décide en juillet 2008 la création du Campus Condorcet autour de la station de Front populaire, qui dotera La Plaine d'un pôle majeur d'enseignement et de recherche en sciences sociales[51]. Ses travaux débutent en janvier 2017[52].

- La piscine olympique doit être réalisée à proximité du stade de France d'ici 2023.

### Cultes
- Église Sainte-Geneviève de la Plaine
- Église Saint-Paul-de-la-Plaine

### Principaux équipements

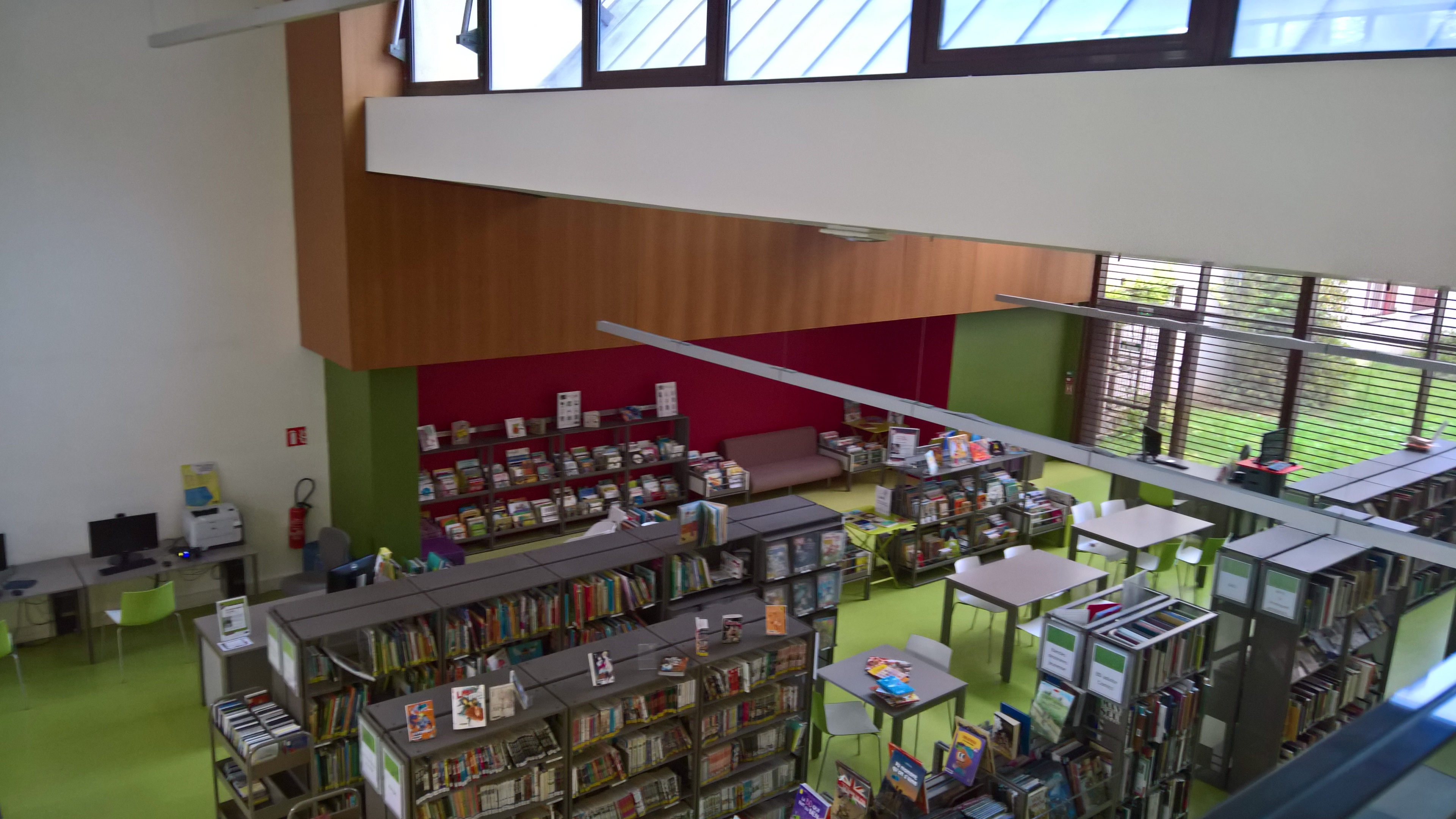
La médiathèque Don-Quichotte, 120 avenue du Président-Wilson, construite en 2007 par Plaine Commune.

La Plaine Saint-Denis dispose de nombreux équipements majeurs, tels que le Stade de France ou le Conservatoire national des arts et métiers et l'annexe du Musée des arts et métiers, la future Maison des Sciences de l'Homme Paris Nord et l'IUT de l'Université Paris XIII, l'école d'ingénieurs Supméca, l'École européenne des métiers de l'Internet ou la Médiathèque Don Quichotte, ouverte par Plaine Commune en 2007. Les équipements publics anciens (église de La Plaine, école du Pont de Soissons) se trouvent dans le quartier de la Plaine, qui était le seul habité à la fin du XIXe ou au début du XXe siècle.
Plusieurs espaces verts y ont été aménagés : Square de la Cristallerie, square de la Montjoie, square des Acrobates, square Diderot, jardin des Droits de l'Enfant, square Roser.
En matière culturelle et artistique, il faut noter l'Académie Fratellini, le Théâtre de la Commune d'Aubervilliers, la salle d’art et d’essai du Studio, à Aubervilliers, ou le multiplexe Gaumont près du Stade de France... L'atelier de moulage et de chalcographie du Musée du Louvre s'est également implanté à La Plaine, mais n'est pas accessible au public

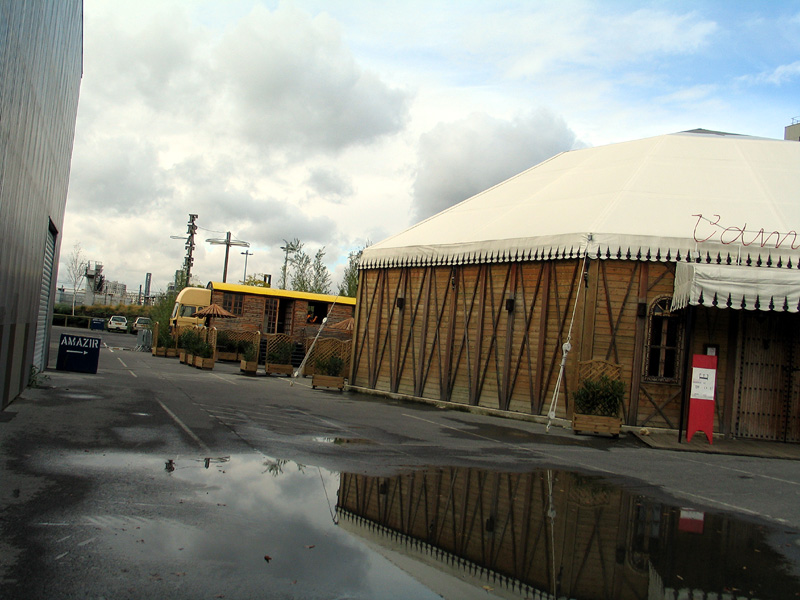
Le restaurant l'Amazir de Académie des Arts du cirque Annie Fratellini
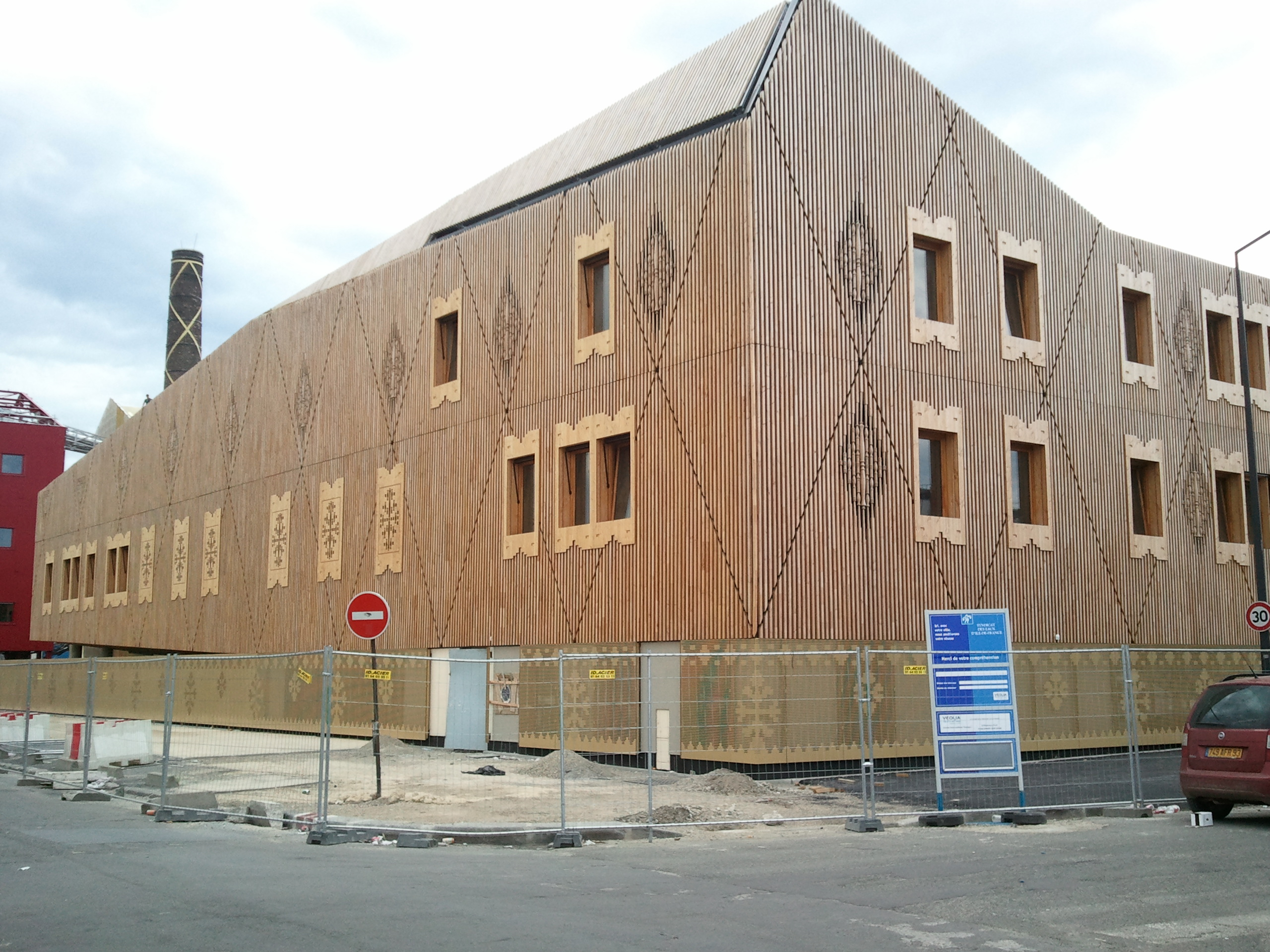
Le groupe scolaire intercommunal, livré à la rentrée 2011[55], avec sa vêture en bois.
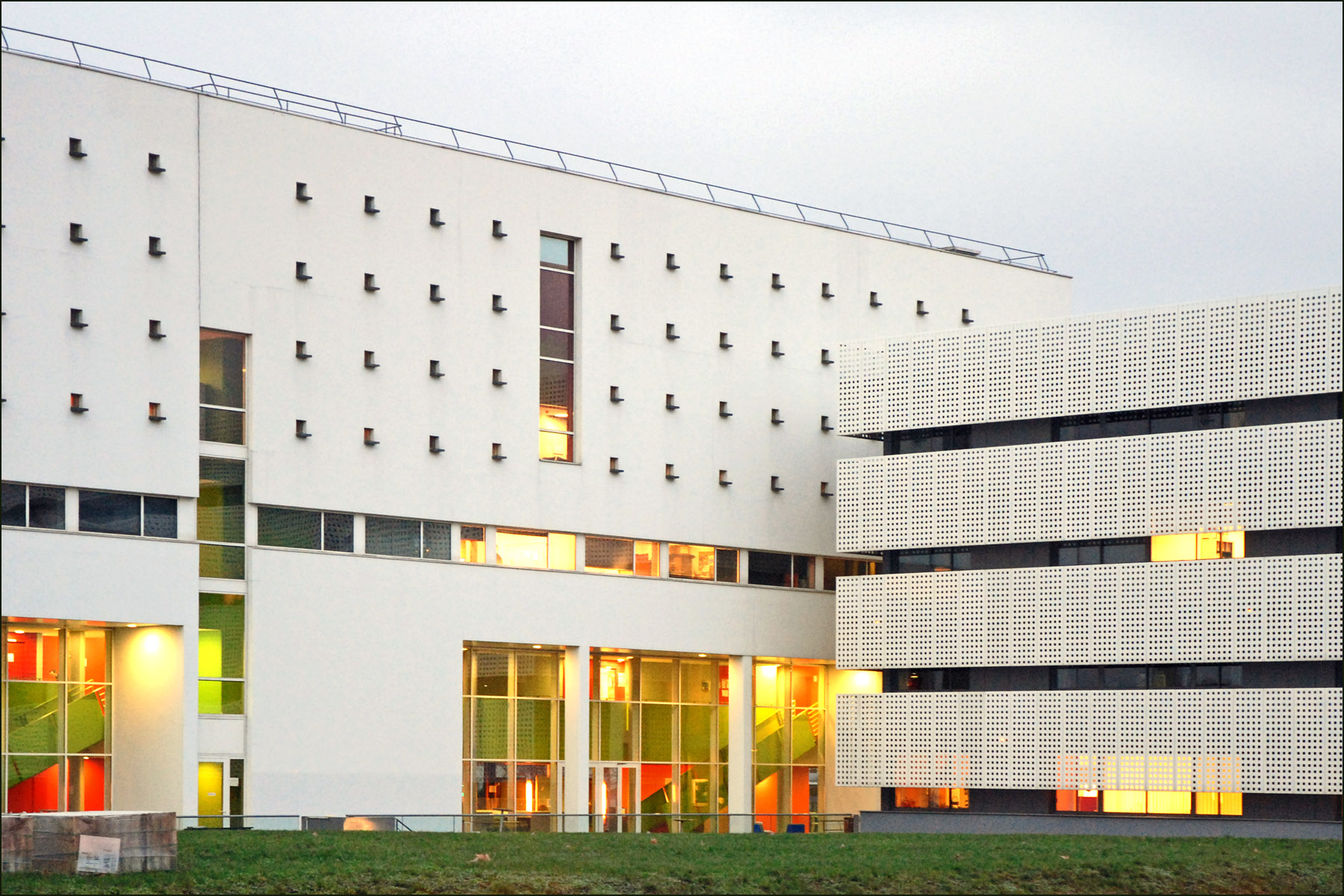
La façade arrière du Conservatoire national des arts et métiers de La Plaine.
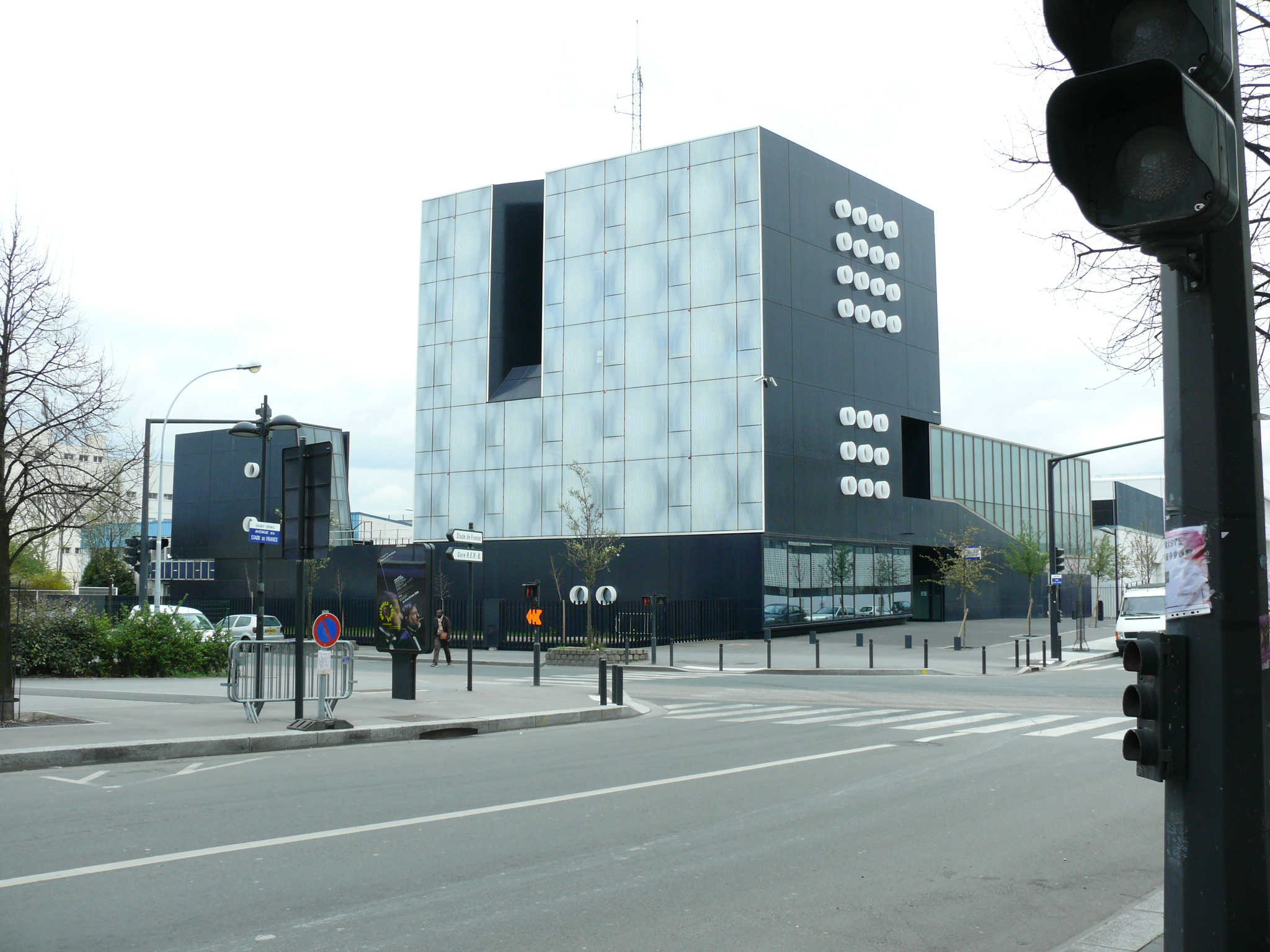
Le Commissariat de La Plaine, conçu par l'agence X-TU, n'a été obtenu qu'après de nombreuses demandes des habitants et de la municipalité.
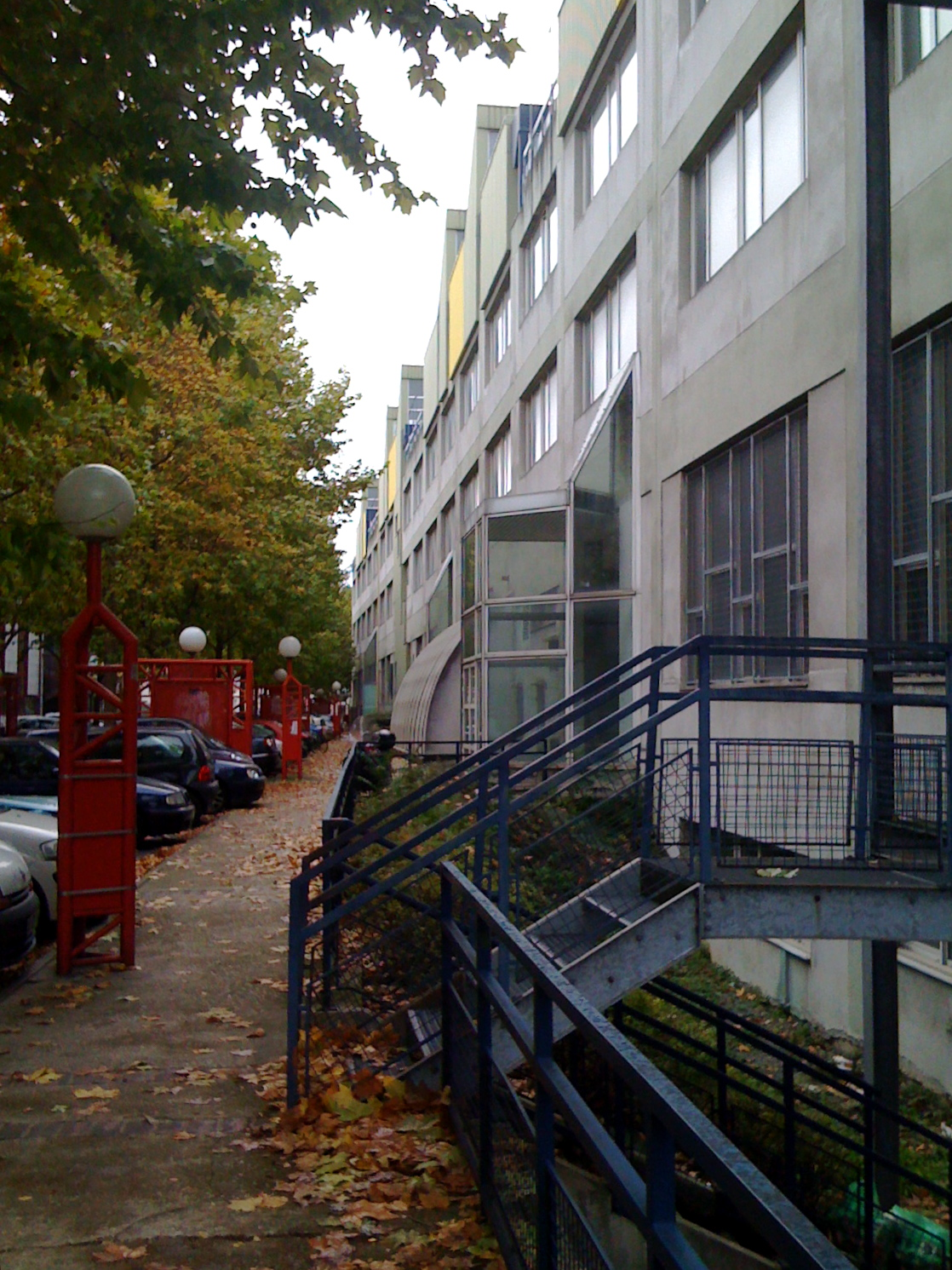
L'IUT de La Plaine.
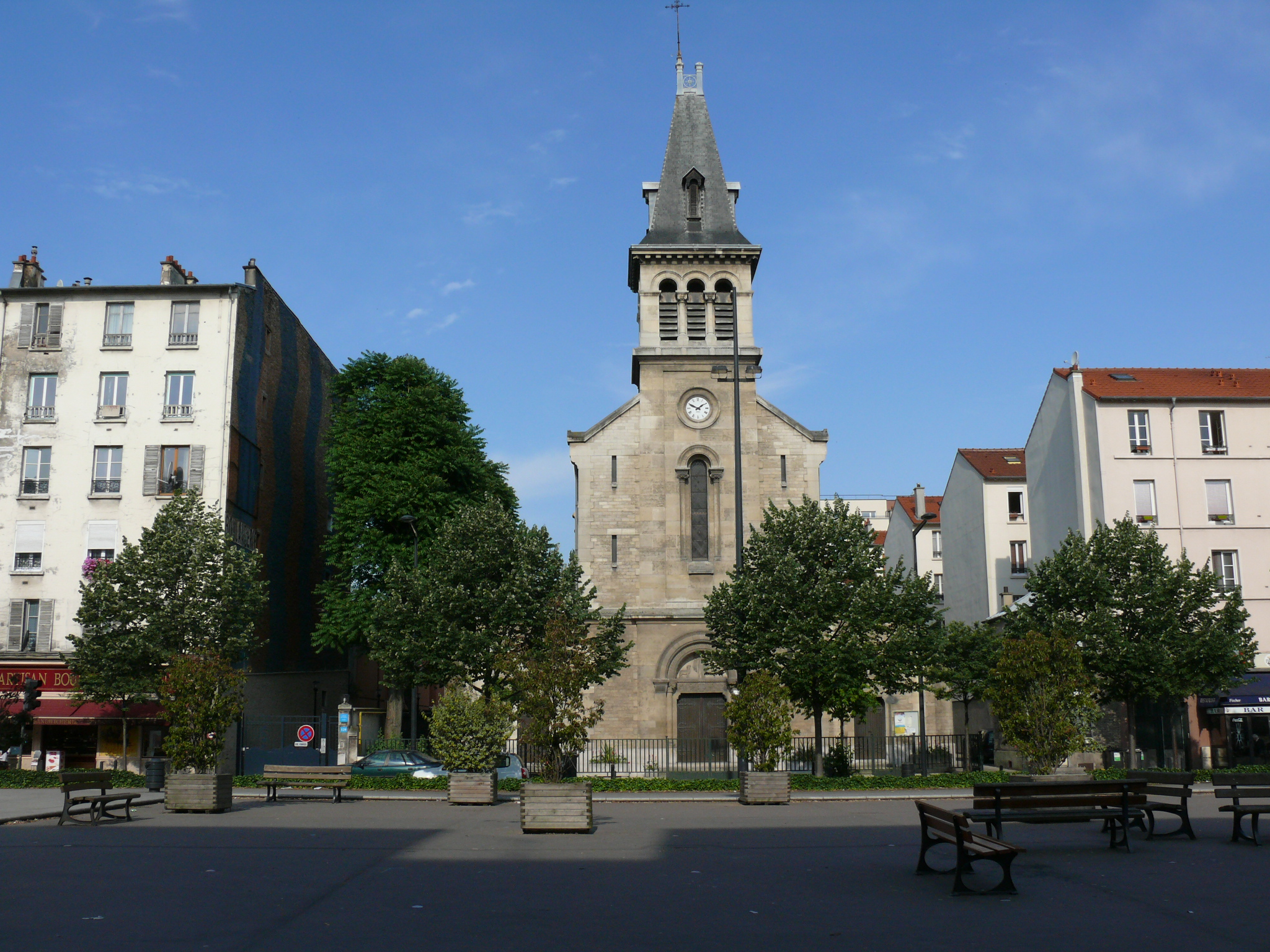
L'Église Sainte-Geneviève-de-la-Plaine.
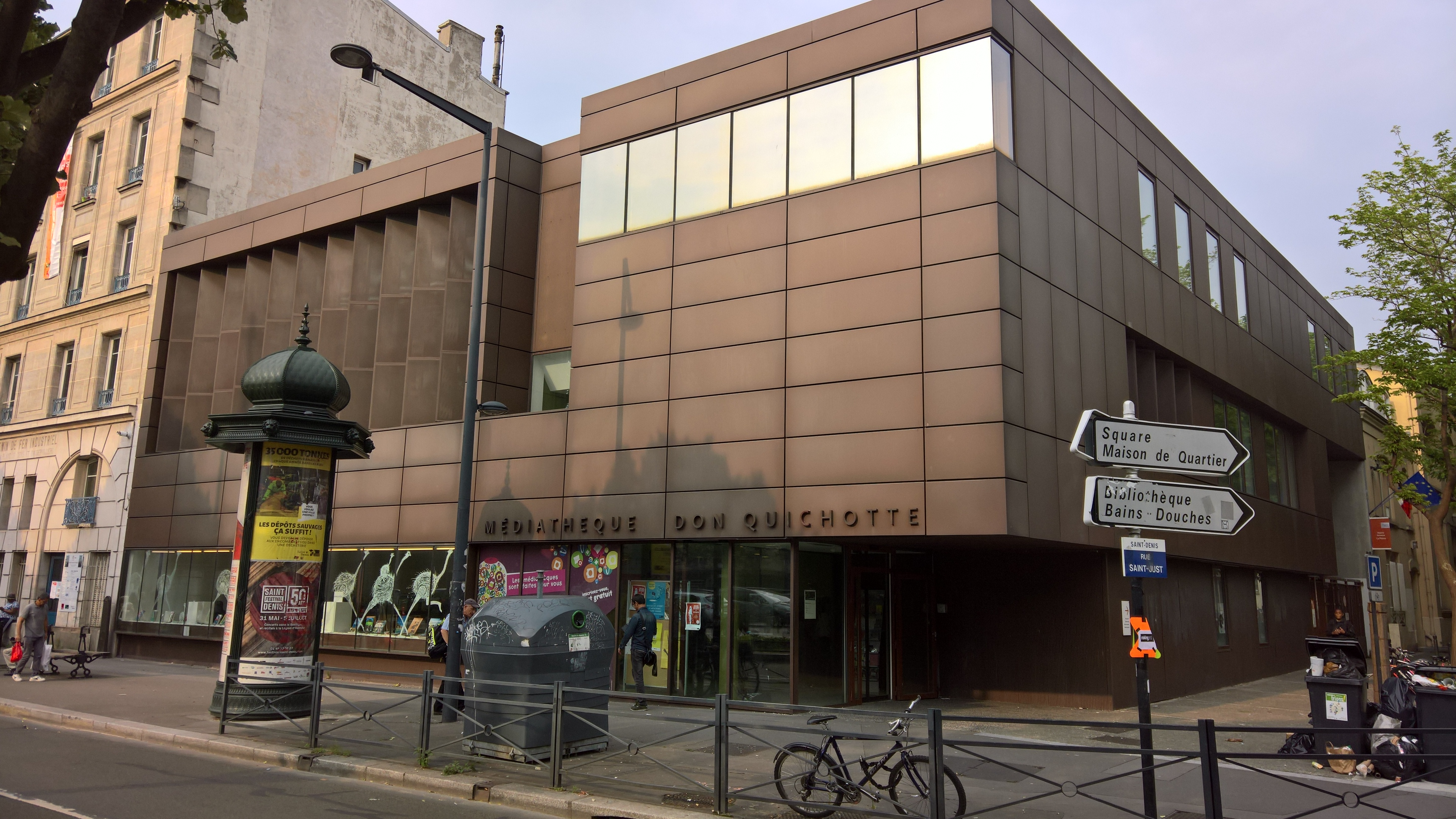
La médiathèque Don quichotte, construite en 2007 à l'emplacement d'une école du XIXe siècle
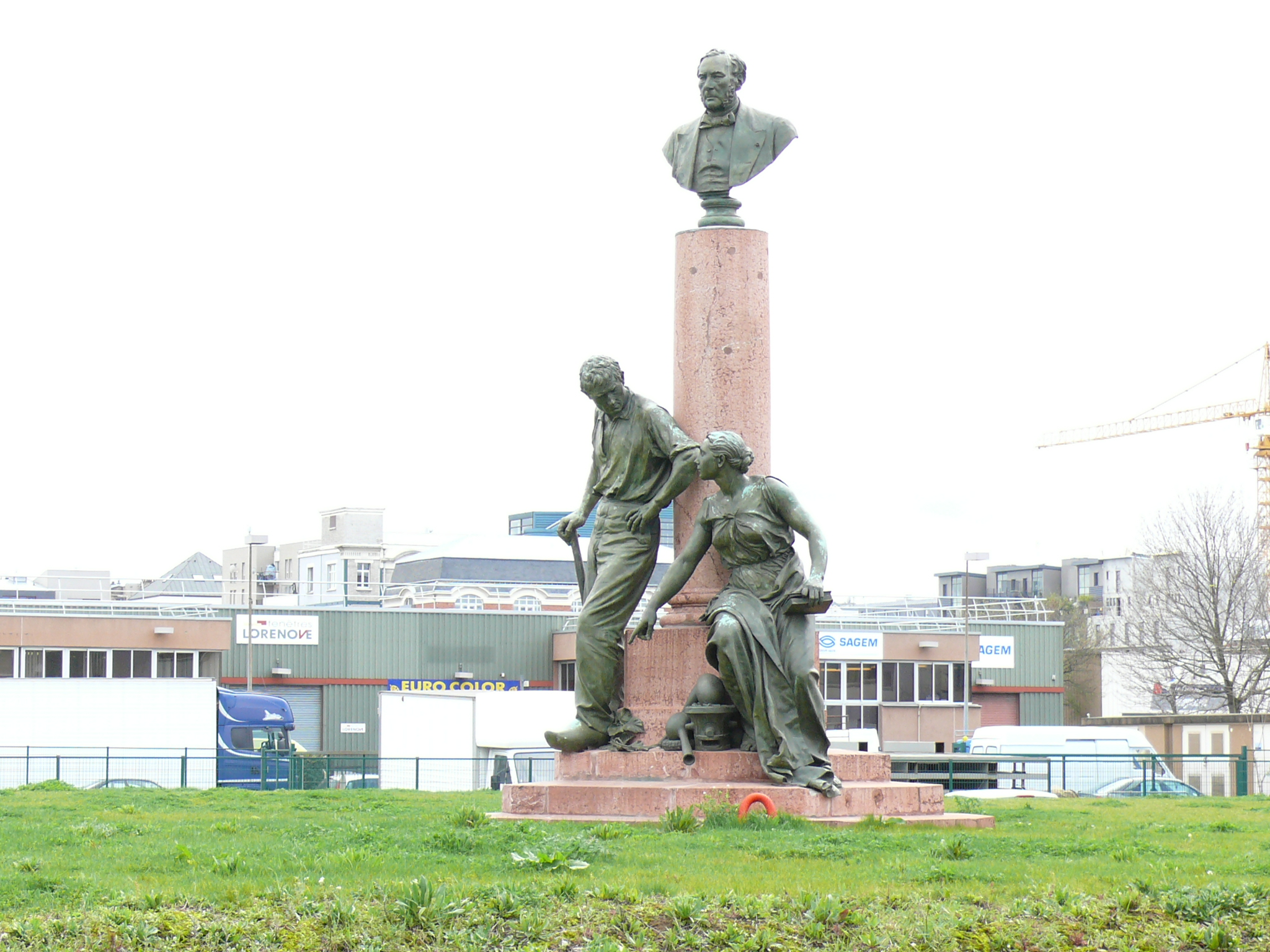
Monument de Boussingault par Jules Dalou (1895), réérigé dans le jardin intérieur du CNAM. Au second plan, les bâtiments du sud de La Plaine.
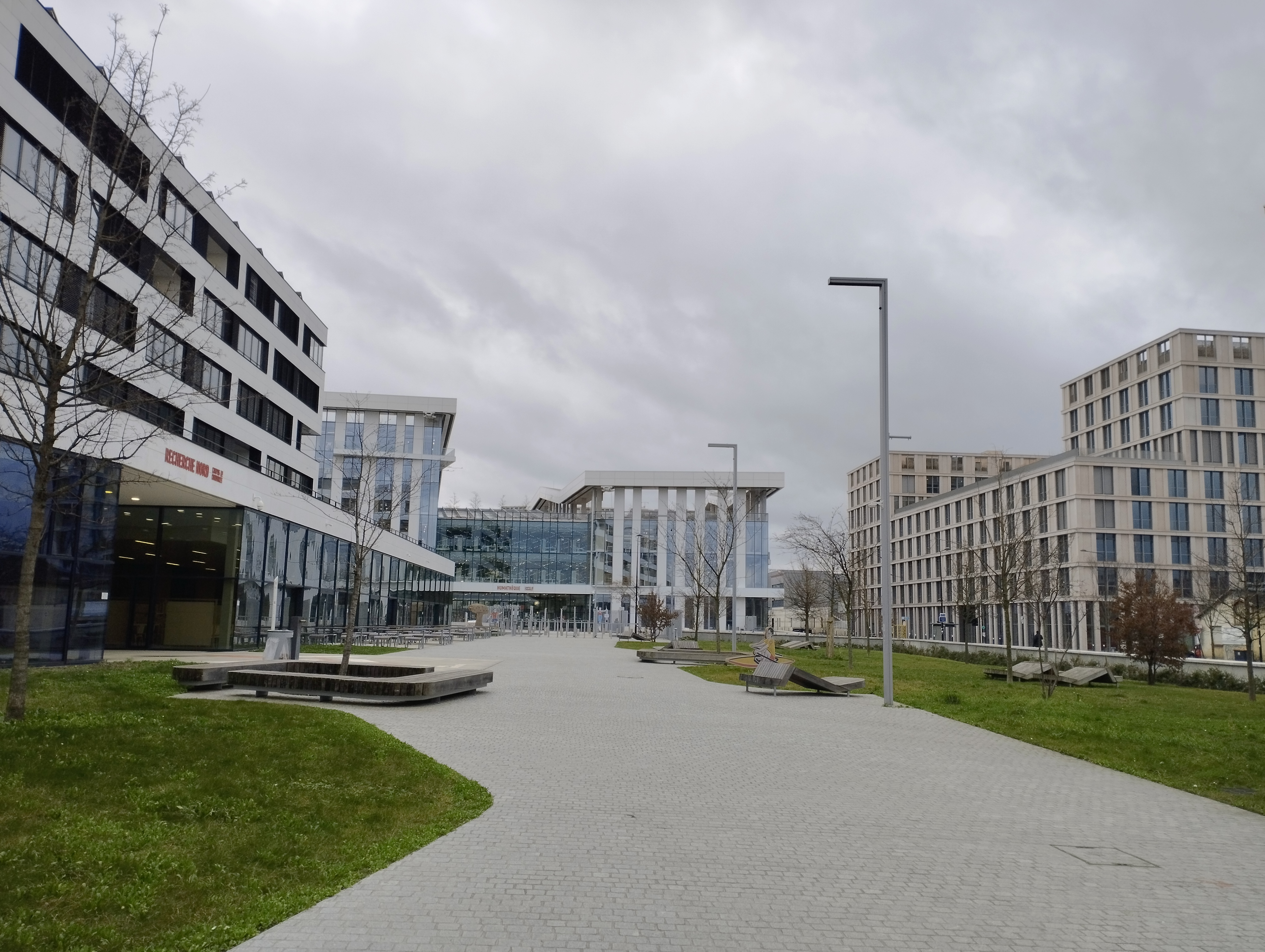
Une partie du Campus Condorcet

## Données statistiques
Sur la partie de La Plaine Saint-Denis, la communauté d'agglomération Plaine Commune, soit environ 800 hectares, et compte environ 18 000 habitants, s'occupe du quartier « Plaine Saint-Denis ». 27 000 salariés du secteur privé occupent 1,1 million de mètres carrés, principalement situés dans les quartiers Pleyel, LandyFrance, Cornillon, et Stade de France, ou au Parc E.M.G.P.

## Personnalités liées à la Plaine Saint-Denis
- Jules Védrines : pionnier de l'aviation et as du pilotage français, né le 21 décembre 1881 au 71 avenue du Président-Wilson à la Plaine Saint-Denis et mort le 21 avril 1919.
- Robert Dhéry (Robert Fourrey - né le 27 avril 1921 à la Plaine-Saint-Denis, mort le 3 décembre 2004 dans le 19e arrondissement de Paris) : acteur metteur en scène, dramaturge et réalisateur français, homme de théâtre et fondateur de la troupe de comédiens Les Branquignols avec son épouse Colette Brosset dans les années 1945.
- Fella El Djazairia (1961-), chanteuse algérienne.